# Protoceratops
Protoceratops (del griego πρωτο protos, 'primero', κερατ keras, 'cuerno' y ωψ ops, 'cara') es un género de dinosaurios ceratopsianos protoceratópsidos que vivieron a finales del período Cretácico, hace aproximadamente 75 y 71 millones de años, durante el Campaniense, en lo que hoy es Asia. Forma parte de la familia Protoceratopsidae, un grupo integrado por los primeros dinosaurios con cuernos. A diferencia de los ceratopsianos posteriores careció de cuernos bien desarrollados y conservó algunos rasgos primitivos no vistos en géneros posteriores. Con el tamaño de una oveja, entre 1,5 a 2 metros, este herbívoro fue muy abundante en lo que es hoy Mongolia. 
El Protoceratops poseía una gran gola en el cuello, que le habría servido para protegerse, como punto de anclaje de los fuertes músculos de las mandíbulas, para impresionar a los miembros de su especie o para una combinación de estas funciones. Descrito por Walter Granger y W. K. Gregory en 1923, fue considerado en un principio como el ancestro directo de los ceratopsianos norteamericanos. Con el tiempo los investigadores han reconocido a dos especies de Protoceratops andrewsi y Protoceratops hellenikorhinus, basados en parte en sus respectivos tamaños.
En la década de 1920, Roy Chapman Andrews descubrió huevos fosilizados en Mongolia que fueron interpretados como pertenecientes a este dinosaurio, pero que resultaron ser de Oviraptor. Sin embargo, no sería hasta 2011 que se descubrió un nido de Protoceratops genuino, con los restos de los recién nacidos en su interior sugiriendo el cuidado de los padres en este dinosaurio.

## Descripción

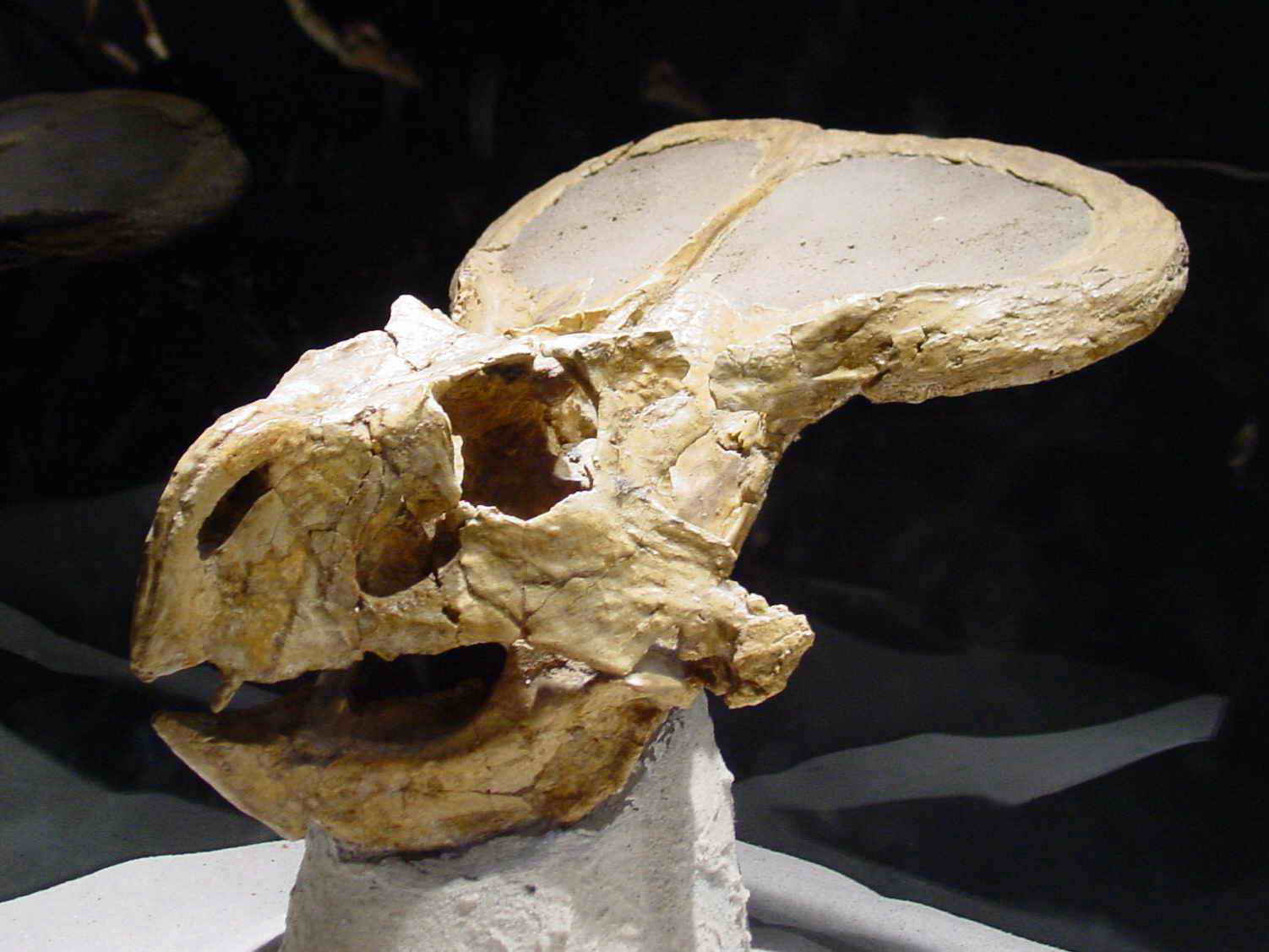
Cráneo fósil de Protoceratops.

El Protoceratops llegó a medir 1,8 metros de largo, con 60 centímetros de alto hasta la cruz, y a pesar 60 kilogramos. El gran número de estos animales encontrados en grandes concentraciones hace pensar que vivieron en manadas. Un adulto completamente desarrollado habría pesado aproximadamente 82,7 kilogramos. Los especímenes más pequeños se estiman en 23,7 kilogramos. El gran número de especímenes encontrados en alta concentración sugiere que Protoceratops vivía en manadas.
Protoceratops estaba emparentado con el Leptoceratops, un ceratopsio que habitaba en Norteamérica. Algunas revisiones, como la de Peter Dodson, atribuyen la diferencia de tamaño y forma de algunos huesos craneales, concretamente el parietal y el escamoso, a la existencia de cierto dimorfismo sexual, además de la edad. Su aspecto debió ser intimidatorio a pesar de su relativamente pequeño tamaño, ya que su cabeza estaba protegida por una maciza placa y su boca poseía un afilado pico. La cola tenía una longitud considerable y era gruesa. La reconstrucción del esqueleto indica que este animal era cuadrúpedo. La placa, además de proteger de posibles ataques frontales, probablemente fuera un elemento más del cortejo durante el período de apareamiento. Los músculos de la mandíbula eran prominentes, capaces de realizar una gran fuerza. De esta manera era capaz de arrancar las plantas y hojas de las que se alimentaba. Después masticaba los alimentos con sus hileras de fuertes dientes.

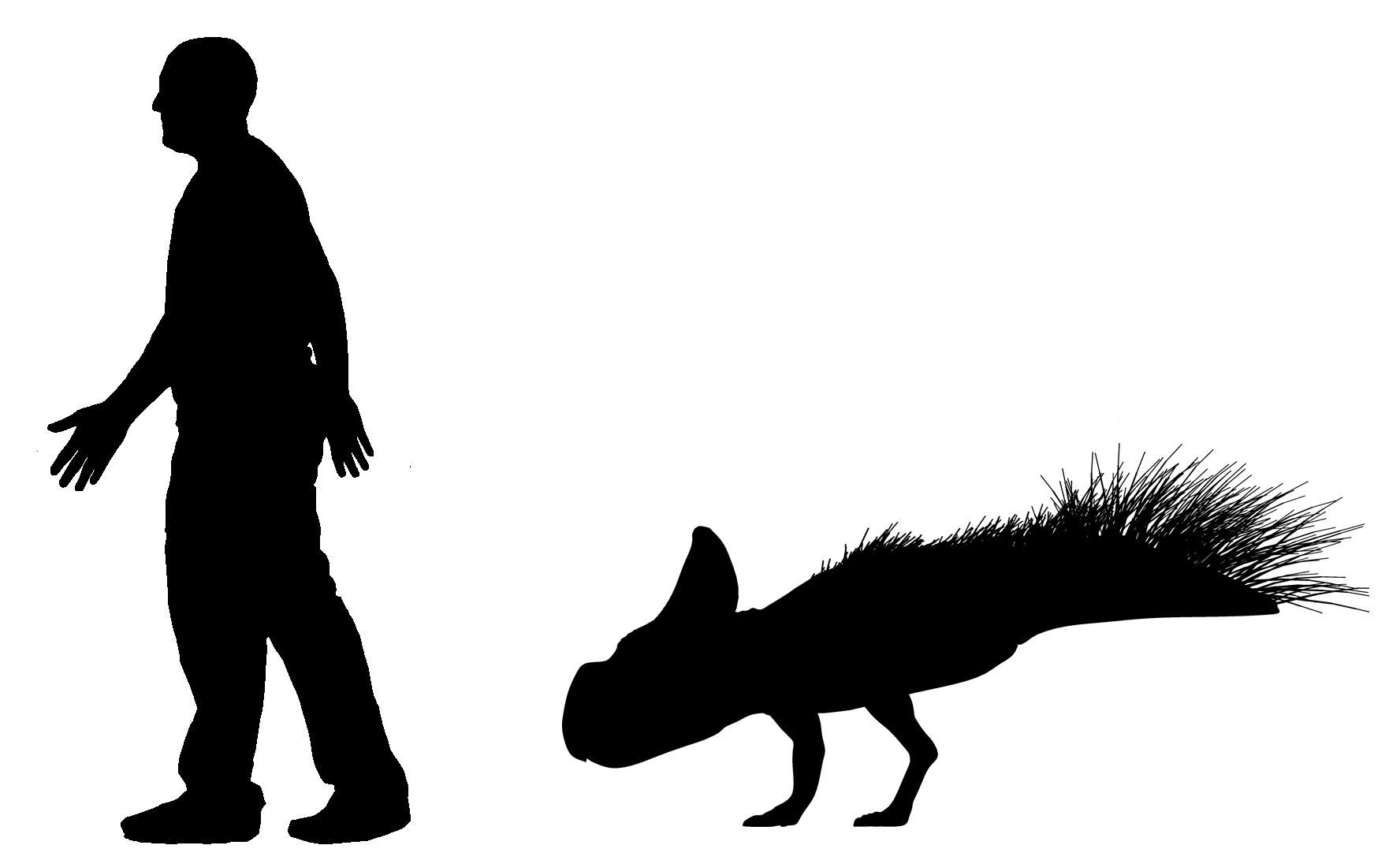
Tamaño comparativo del Protoceratops con un ser humano.

El Protoceratops era un dinosaurio relativamente pequeño con una enorme cabeza. Aunque fue un herbívoro, parece haber tenido una poderosa mordida. Estas mandíbulas tenían grandes baterías de dientes bien adaptados para masticar la vegetación resistente. El cráneo terminaba en un pico frontal muy fuerte y estaba perforada en cuatro pares de fenestras temporales. El primer agujero era las narinas, considerablemente más pequeñas que las vistas en los géneros posteriores. También poseía una órbita ocular grande que medía alrededor de 50 milímetros de diámetro. Detrás de la cavidad ocular presentaba una fosa levemente más pequeña: la «fenestra infratemporal».
Este dinosaurio cuadrúpedo tenía una gola ósea en la parte posterior de la cabeza. La gola, que consiste sobre todo en el hueso parietal y parcialmente en el escamoso, estaba perforada por dos grandes fenestras parietales. En las mejillas sobresalían grandes huesos yugales. El tamaño exacto y la forma de la gola del cuello variaban en cada individuo: algunos especímenes tenían golas cortas y compactas, mientras que otros las tenían de una longitud de casi la mitad del cráneo. Algunos investigadores, incluyendo a Peter Dodson, atribuyen las diferencias de tamaño y forma de los huesos al dimorfismo sexual y a la edad del espécimen.

## Descubrimiento e investigación

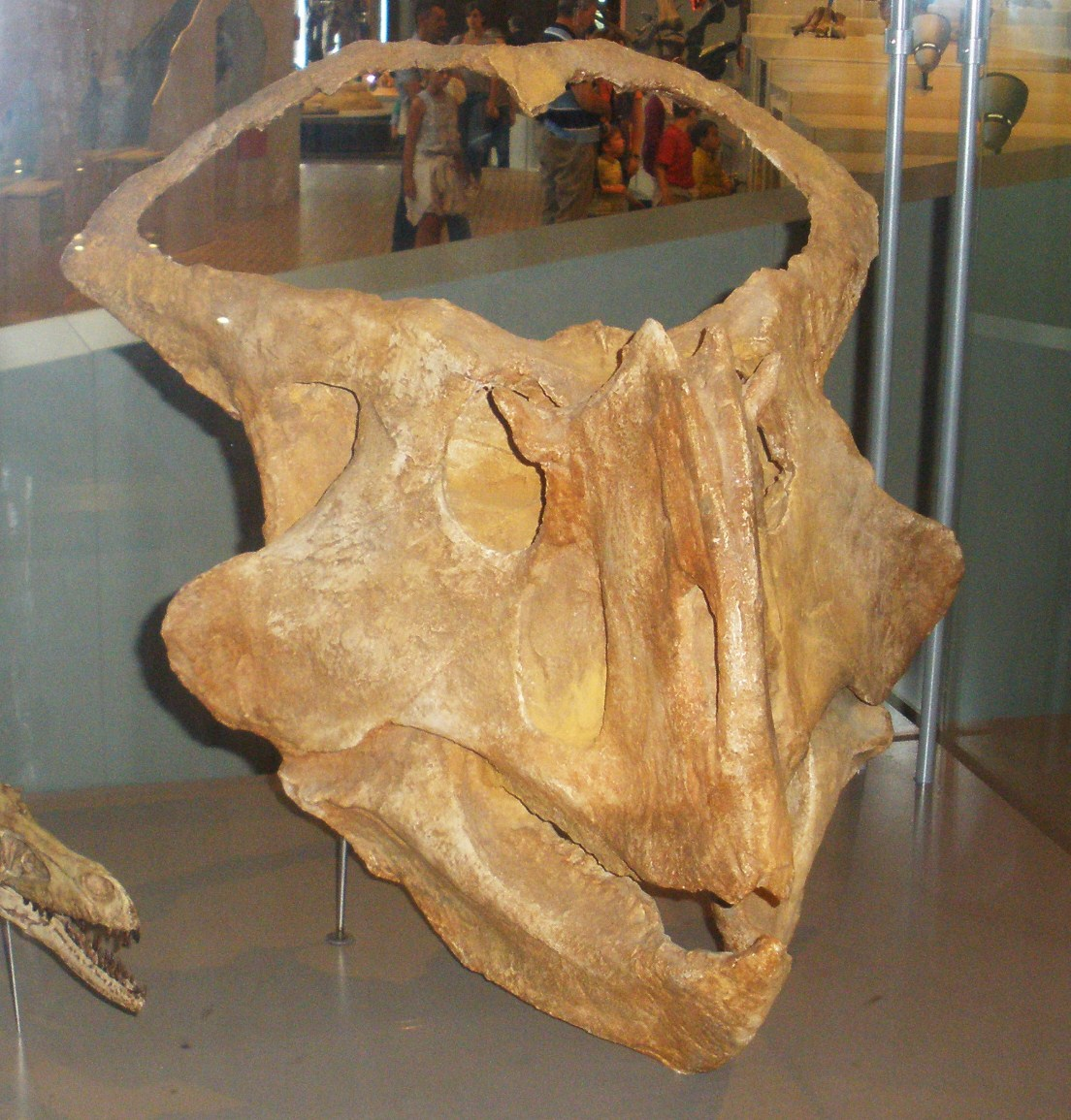
Cráneo de P. hellenikorhinus.

En 1922 una expedición científica que buscaba a los ancestros humanos en el desierto de Gobi de Mongolia, encabezada por el explorador estadounidense Roy Chapman Andrews, encontró los primeros restos. Fue el fotógrafo del grupo, J. B. Shackelford, el que consiguió encontrarlos. Además, se hallaron los primeros huevos de dinosaurios. Este descubrimiento demostró por primera vez que los dinosaurios eran ovíparos; anteriormente, aunque se considerara que los dinosaurios eran reptiles, no se sabía como se reproducían estos animales. En un nido se encontraron cerca de una treintena de huevos, por lo que se pensó que varias hembras de Protoceratops usaban el mismo habitáculo. Durante mucho tiempo se pensó que el Oviraptor robaba los huevos de estos animales. Sin embargo, en 1993 se descubrió un embrión de Oviraptor dentro de esos supuestos huevos de Protoceratops. Aunque no se encontraron fósiles de humanos primitivos, la expedición recolectó muchos especímenes de Protoceratops junto a restos de terópodos: Velociraptor, Oviraptor, y un ceratopsiano aún más primitivo, el Psittacosaurus.
Walter Granger y W. K. Gregory describieron formalmente la especie tipo, P. andrewsi, en 1923, cuyo nombre específico es en honor a Andrews. Los restos provenían de la Formación Minhe, provincia de Gansu, Mongolia interior, China. Los investigadores inmediatamente notaron la importancia de los descubrimientos de Protoceratops y el género fue descrito como el "tan buscado ancestro del Triceratops". Los fósiles se encuentran en excelente estado, con el anillo esclerótico, unos delicados huesos de la órbita ocular, preservados en algunos de los especímenes.

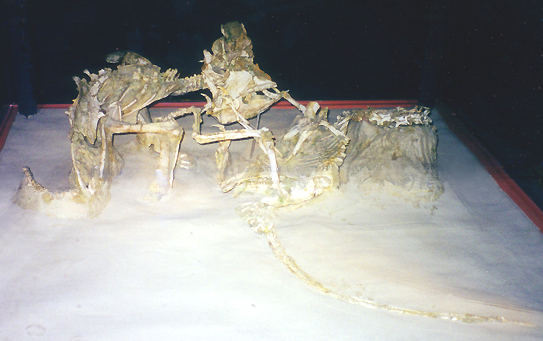
Protoceratops y Velociraptor en combate.

En 1971 se encontró un fósil de este dinosaurio entrelazado en combate con un Velociraptor en la Formación Djadochta en Omnogov, Mongolia. Se cree que los dos murieron simultáneamente mientras peleaban, cuando fueron sorprendidos por una tormenta de arena o enterrados cuando una duna se derrumbó encima de ellos.
En 1975 las paleontólogas polacas Teresa Maryanska y Halszka Osmólska describieron una segunda especie de Protoceratops, del Campaniano de Mongolia, a la que llamaron P. kozlowskii. Sin embargo, consistían en restos incompletos de un ejemplar juvenil, y hoy es considerada sinónimo más moderno de Bagaceratops rozhdestvenskyi.
En 2001 fue nombrada una segunda especie válida, P. hellenikorhinus, proveniente de la Formación Bayan Mandahu en Mongolia interior, China y también data del Campaniano. Esta es probablemente tan grande como el P. andrewsi, teniendo una gola significativamente distinta, con cuernos yugales más robustos. El arco del hueso sobre sus fenestras de la nariz presentaba dos pequeños cuernos nasales y no había dientes en el frente del hocico.
En 2011 se descubrió que un espécimen de Protoceratops que fue desenterrado originalmente en 1965 preservaba huellas del animal. Es el primer ejemplo conocido de un dinosaurio preservado con huellas.

## Clasificación
Protoceratops fue el primer protoceratópsido nombrado y quien le daría el nombre a la familia Protoceratopsidae, un grupo de dinosaurios herbívoros que fueron muy avanzados también para ser psitacosáuridos, pero primitivos como para ser ceratópsidos. Eran semejantes a ceratópsidos pero debido a las proporciones de sus miembros tenían características más propias de animales corredores, y además tenían golas generalmente más pequeñas y ausencia de cuernos grandes.

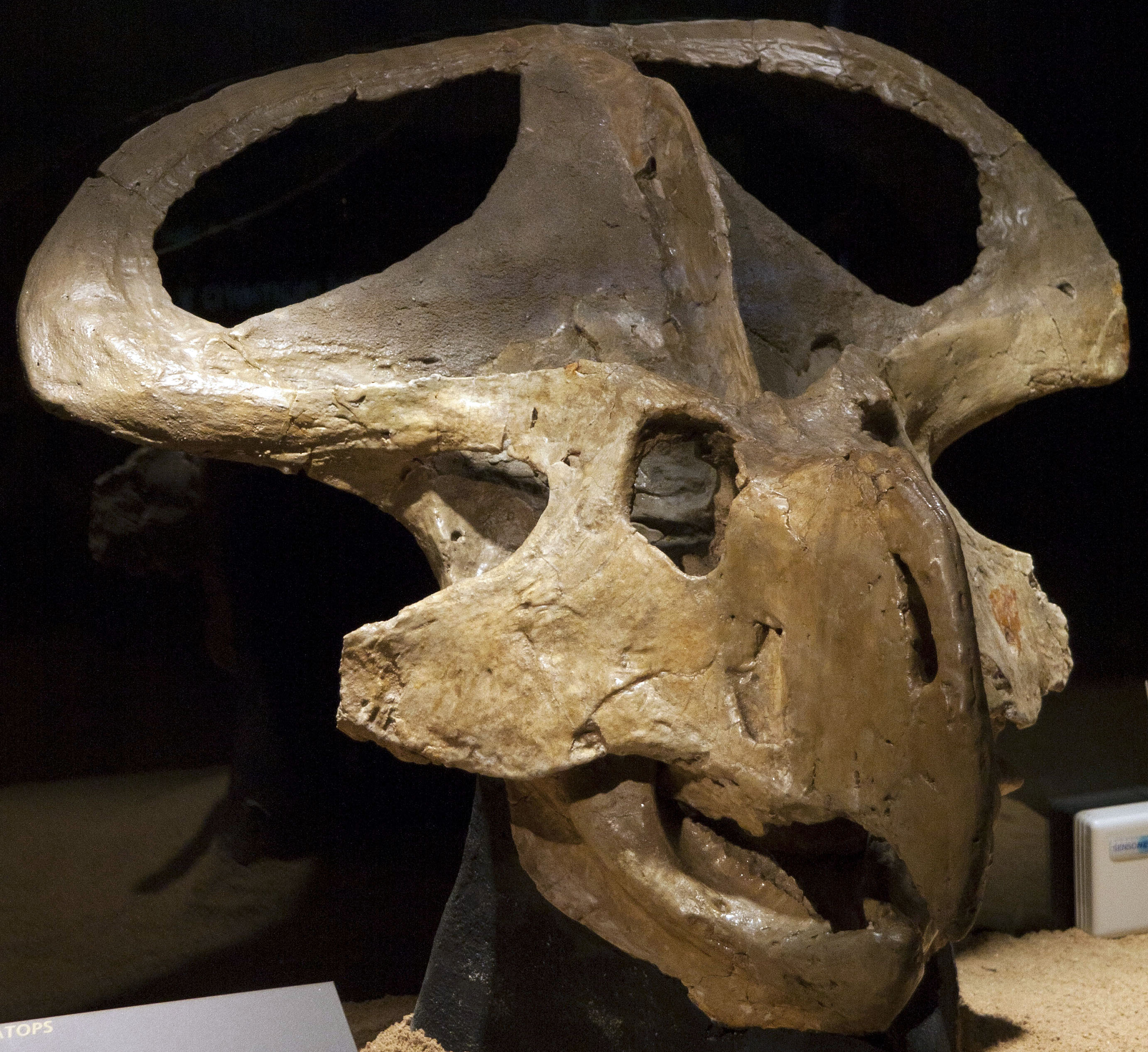
Cráneo de un P. andrewsi adulto

En 1998 Paul Sereno definió a Protoceratopsidae como el clado nodo vástago que incluye a «todos los coronosaurios más cercanos a Protoceratops que a Triceratops». Algunos estudios ubican a Bagaceratops, Breviceratops, Graciliceratops, Lamaceratops, Magnirostris, Platyceratops y Serendipaceratops dentro de Protoceratopsidae, pero en 2006, Makovicky y Norell publicaron una nueva filogenia en la que quitan a muchos géneros de Protoceratopsidae, además de varias otras filogenias que también existen. Bainoceratops podría ser considerado como sinónimo más moderno de Protoceratops.

### Filogenia

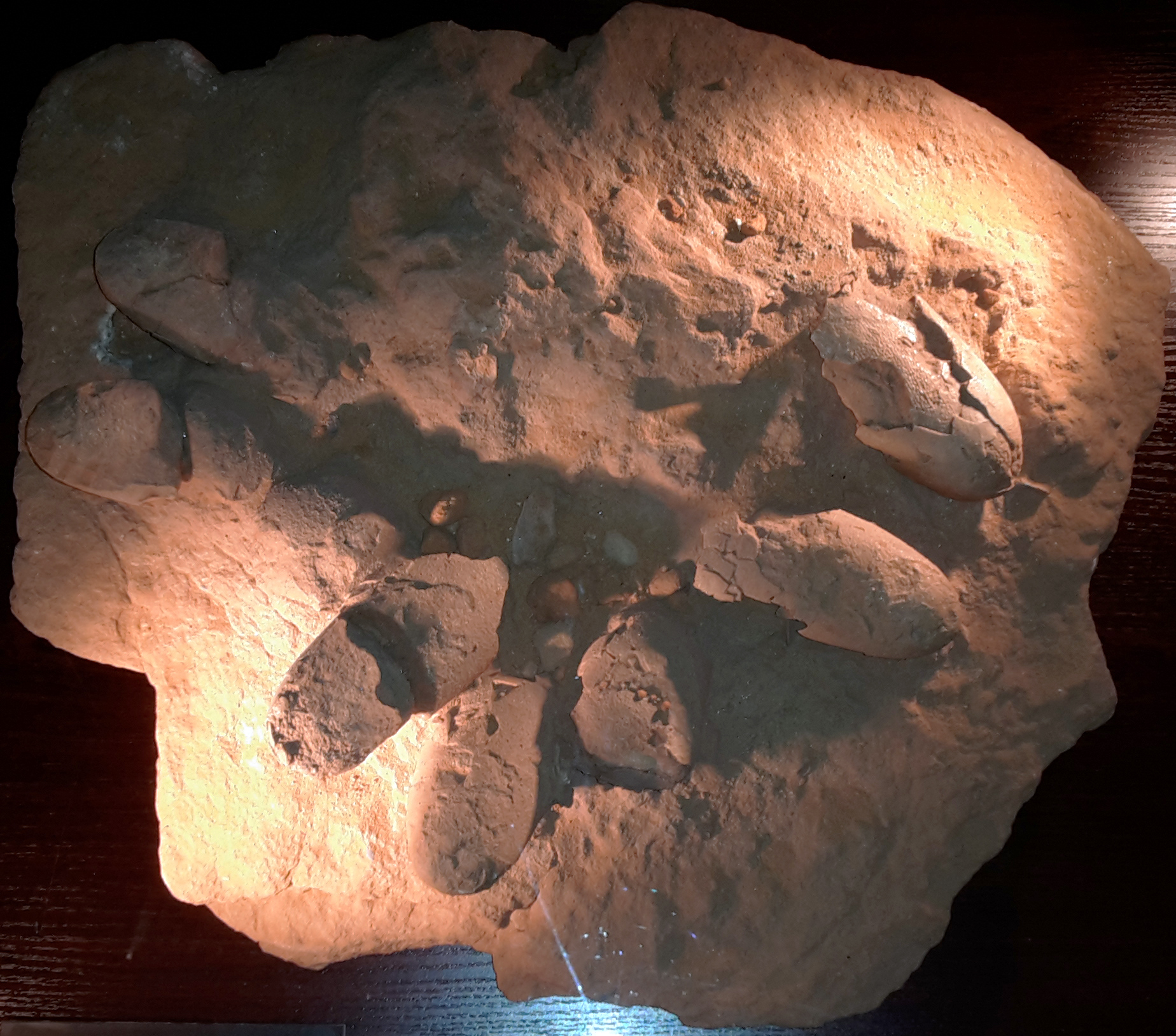
Huevo Protoceratops sp. en el Museo de Wrexham, Gales

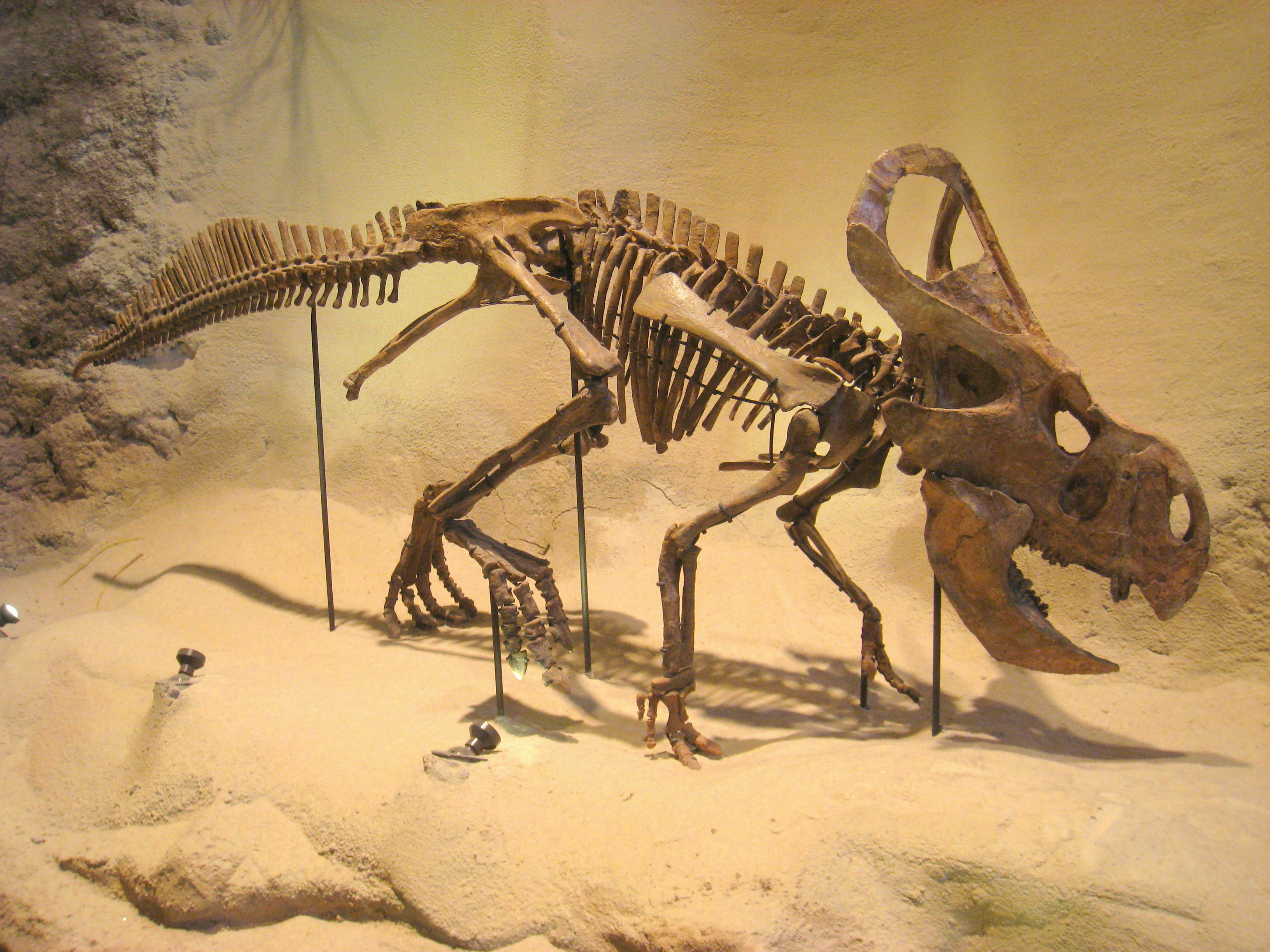
Esqueleto de P. andrewsi montado, Museo Carnegie de Historia Natural

El siguiente cladograma sigue la topología de un análisis de 2015 realizado por Yiming He, Peter J. Makovicky, Kebai Wang, Shuqing Chen, Corwin Sullivan, Fenglu Han, Xing XuMichael J. Ryan, David C.Evans, Philip J. Currie, Caleb M. Brown y Don Brinkman.
|  | Montanoceratops |
|  |                 |
|  | Ischioceratops  |
|  |                 |

|  | Zhuchengceratops                                                  |
|  |                                                                   |
|  | \| \| Gryphoceratops \| \| \| \| \| \| Unescoceratops \| \| \| \| |
|  |                                                                   |
|  | Gryphoceratops                                                    |
|  |                                                                   |
|  | Unescoceratops                                                    |
|  |                                                                   |

|  | Gryphoceratops |
|  |                |
|  | Unescoceratops |
|  |                |

|  | Zhuchengceratops                                                  |
|  |                                                                   |
|  | \| \| Gryphoceratops \| \| \| \| \| \| Unescoceratops \| \| \| \| |
|  |                                                                   |
|  | Gryphoceratops                                                    |
|  |                                                                   |
|  | Unescoceratops                                                    |
|  |                                                                   |

|  | Gryphoceratops |
|  |                |
|  | Unescoceratops |
|  |                |

|  | Zhuchengceratops                                                  |
|  |                                                                   |
|  | \| \| Gryphoceratops \| \| \| \| \| \| Unescoceratops \| \| \| \| |
|  |                                                                   |
|  | Gryphoceratops                                                    |
|  |                                                                   |
|  | Unescoceratops                                                    |
|  |                                                                   |

|  | Gryphoceratops |
|  |                |
|  | Unescoceratops |
|  |                |

|  | Zhuchengceratops                                                  |
|  |                                                                   |
|  | \| \| Gryphoceratops \| \| \| \| \| \| Unescoceratops \| \| \| \| |
|  |                                                                   |
|  | Gryphoceratops                                                    |
|  |                                                                   |
|  | Unescoceratops                                                    |
|  |                                                                   |

|  | Gryphoceratops |
|  |                |
|  | Unescoceratops |
|  |                |

|  | Zhuchengceratops                                                  |
|  |                                                                   |
|  | \| \| Gryphoceratops \| \| \| \| \| \| Unescoceratops \| \| \| \| |
|  |                                                                   |
|  | Gryphoceratops                                                    |
|  |                                                                   |
|  | Unescoceratops                                                    |
|  |                                                                   |

|  | Gryphoceratops |
|  |                |
|  | Unescoceratops |
|  |                |

|  | Zhuchengceratops                                                  |
|  |                                                                   |
|  | \| \| Gryphoceratops \| \| \| \| \| \| Unescoceratops \| \| \| \| |
|  |                                                                   |
|  | Gryphoceratops                                                    |
|  |                                                                   |
|  | Unescoceratops                                                    |
|  |                                                                   |

|  | Gryphoceratops |
|  |                |
|  | Unescoceratops |
|  |                |

|  | Zhuchengceratops                                                  |
|  |                                                                   |
|  | \| \| Gryphoceratops \| \| \| \| \| \| Unescoceratops \| \| \| \| |
|  |                                                                   |
|  | Gryphoceratops                                                    |
|  |                                                                   |
|  | Unescoceratops                                                    |
|  |                                                                   |

|  | Gryphoceratops |
|  |                |
|  | Unescoceratops |
|  |                |

|  | Zhuchengceratops                                                  |
|  |                                                                   |
|  | \| \| Gryphoceratops \| \| \| \| \| \| Unescoceratops \| \| \| \| |
|  |                                                                   |
|  | Gryphoceratops                                                    |
|  |                                                                   |
|  | Unescoceratops                                                    |
|  |                                                                   |

|  | Gryphoceratops |
|  |                |
|  | Unescoceratops |
|  |                |

|  | Montanoceratops |
|  |                 |
|  | Ischioceratops  |
|  |                 |

|  | Zhuchengceratops                                                  |
|  |                                                                   |
|  | \| \| Gryphoceratops \| \| \| \| \| \| Unescoceratops \| \| \| \| |
|  |                                                                   |
|  | Gryphoceratops                                                    |
|  |                                                                   |
|  | Unescoceratops                                                    |
|  |                                                                   |

|  | Gryphoceratops |
|  |                |
|  | Unescoceratops |
|  |                |

|  | Zhuchengceratops                                                  |
|  |                                                                   |
|  | \| \| Gryphoceratops \| \| \| \| \| \| Unescoceratops \| \| \| \| |
|  |                                                                   |
|  | Gryphoceratops                                                    |
|  |                                                                   |
|  | Unescoceratops                                                    |
|  |                                                                   |

|  | Gryphoceratops |
|  |                |
|  | Unescoceratops |
|  |                |

|  | Zhuchengceratops                                                  |
|  |                                                                   |
|  | \| \| Gryphoceratops \| \| \| \| \| \| Unescoceratops \| \| \| \| |
|  |                                                                   |
|  | Gryphoceratops                                                    |
|  |                                                                   |
|  | Unescoceratops                                                    |
|  |                                                                   |

|  | Gryphoceratops |
|  |                |
|  | Unescoceratops |
|  |                |

|  | Zhuchengceratops                                                  |
|  |                                                                   |
|  | \| \| Gryphoceratops \| \| \| \| \| \| Unescoceratops \| \| \| \| |
|  |                                                                   |
|  | Gryphoceratops                                                    |
|  |                                                                   |
|  | Unescoceratops                                                    |
|  |                                                                   |

|  | Gryphoceratops |
|  |                |
|  | Unescoceratops |
|  |                |

|  | Zhuchengceratops                                                  |
|  |                                                                   |
|  | \| \| Gryphoceratops \| \| \| \| \| \| Unescoceratops \| \| \| \| |
|  |                                                                   |
|  | Gryphoceratops                                                    |
|  |                                                                   |
|  | Unescoceratops                                                    |
|  |                                                                   |

|  | Gryphoceratops |
|  |                |
|  | Unescoceratops |
|  |                |

|  | Zhuchengceratops                                                  |
|  |                                                                   |
|  | \| \| Gryphoceratops \| \| \| \| \| \| Unescoceratops \| \| \| \| |
|  |                                                                   |
|  | Gryphoceratops                                                    |
|  |                                                                   |
|  | Unescoceratops                                                    |
|  |                                                                   |

|  | Gryphoceratops |
|  |                |
|  | Unescoceratops |
|  |                |

|  | Zhuchengceratops                                                  |
|  |                                                                   |
|  | \| \| Gryphoceratops \| \| \| \| \| \| Unescoceratops \| \| \| \| |
|  |                                                                   |
|  | Gryphoceratops                                                    |
|  |                                                                   |
|  | Unescoceratops                                                    |
|  |                                                                   |

|  | Gryphoceratops |
|  |                |
|  | Unescoceratops |
|  |                |

|  | Zhuchengceratops                                                  |
|  |                                                                   |
|  | \| \| Gryphoceratops \| \| \| \| \| \| Unescoceratops \| \| \| \| |
|  |                                                                   |
|  | Gryphoceratops                                                    |
|  |                                                                   |
|  | Unescoceratops                                                    |
|  |                                                                   |

|  | Gryphoceratops |
|  |                |
|  | Unescoceratops |
|  |                |

|  | Montanoceratops |
|  |                 |
|  | Ischioceratops  |
|  |                 |

|  | Zhuchengceratops                                                  |
|  |                                                                   |
|  | \| \| Gryphoceratops \| \| \| \| \| \| Unescoceratops \| \| \| \| |
|  |                                                                   |
|  | Gryphoceratops                                                    |
|  |                                                                   |
|  | Unescoceratops                                                    |
|  |                                                                   |

|  | Gryphoceratops |
|  |                |
|  | Unescoceratops |
|  |                |

|  | Zhuchengceratops                                                  |
|  |                                                                   |
|  | \| \| Gryphoceratops \| \| \| \| \| \| Unescoceratops \| \| \| \| |
|  |                                                                   |
|  | Gryphoceratops                                                    |
|  |                                                                   |
|  | Unescoceratops                                                    |
|  |                                                                   |

|  | Gryphoceratops |
|  |                |
|  | Unescoceratops |
|  |                |

|  | Zhuchengceratops                                                  |
|  |                                                                   |
|  | \| \| Gryphoceratops \| \| \| \| \| \| Unescoceratops \| \| \| \| |
|  |                                                                   |
|  | Gryphoceratops                                                    |
|  |                                                                   |
|  | Unescoceratops                                                    |
|  |                                                                   |

|  | Gryphoceratops |
|  |                |
|  | Unescoceratops |
|  |                |

|  | Zhuchengceratops                                                  |
|  |                                                                   |
|  | \| \| Gryphoceratops \| \| \| \| \| \| Unescoceratops \| \| \| \| |
|  |                                                                   |
|  | Gryphoceratops                                                    |
|  |                                                                   |
|  | Unescoceratops                                                    |
|  |                                                                   |

|  | Gryphoceratops |
|  |                |
|  | Unescoceratops |
|  |                |

|  | Zhuchengceratops                                                  |
|  |                                                                   |
|  | \| \| Gryphoceratops \| \| \| \| \| \| Unescoceratops \| \| \| \| |
|  |                                                                   |
|  | Gryphoceratops                                                    |
|  |                                                                   |
|  | Unescoceratops                                                    |
|  |                                                                   |

|  | Gryphoceratops |
|  |                |
|  | Unescoceratops |
|  |                |

|  | Zhuchengceratops                                                  |
|  |                                                                   |
|  | \| \| Gryphoceratops \| \| \| \| \| \| Unescoceratops \| \| \| \| |
|  |                                                                   |
|  | Gryphoceratops                                                    |
|  |                                                                   |
|  | Unescoceratops                                                    |
|  |                                                                   |

|  | Gryphoceratops |
|  |                |
|  | Unescoceratops |
|  |                |

|  | Zhuchengceratops                                                  |
|  |                                                                   |
|  | \| \| Gryphoceratops \| \| \| \| \| \| Unescoceratops \| \| \| \| |
|  |                                                                   |
|  | Gryphoceratops                                                    |
|  |                                                                   |
|  | Unescoceratops                                                    |
|  |                                                                   |

|  | Gryphoceratops |
|  |                |
|  | Unescoceratops |
|  |                |

|  | Zhuchengceratops                                                  |
|  |                                                                   |
|  | \| \| Gryphoceratops \| \| \| \| \| \| Unescoceratops \| \| \| \| |
|  |                                                                   |
|  | Gryphoceratops                                                    |
|  |                                                                   |
|  | Unescoceratops                                                    |
|  |                                                                   |

|  | Gryphoceratops |
|  |                |
|  | Unescoceratops |
|  |                |

|  | Montanoceratops |
|  |                 |
|  | Ischioceratops  |
|  |                 |

|  | Zhuchengceratops                                                  |
|  |                                                                   |
|  | \| \| Gryphoceratops \| \| \| \| \| \| Unescoceratops \| \| \| \| |
|  |                                                                   |
|  | Gryphoceratops                                                    |
|  |                                                                   |
|  | Unescoceratops                                                    |
|  |                                                                   |

|  | Gryphoceratops |
|  |                |
|  | Unescoceratops |
|  |                |

|  | Zhuchengceratops                                                  |
|  |                                                                   |
|  | \| \| Gryphoceratops \| \| \| \| \| \| Unescoceratops \| \| \| \| |
|  |                                                                   |
|  | Gryphoceratops                                                    |
|  |                                                                   |
|  | Unescoceratops                                                    |
|  |                                                                   |

|  | Gryphoceratops |
|  |                |
|  | Unescoceratops |
|  |                |

|  | Zhuchengceratops                                                  |
|  |                                                                   |
|  | \| \| Gryphoceratops \| \| \| \| \| \| Unescoceratops \| \| \| \| |
|  |                                                                   |
|  | Gryphoceratops                                                    |
|  |                                                                   |
|  | Unescoceratops                                                    |
|  |                                                                   |

|  | Gryphoceratops |
|  |                |
|  | Unescoceratops |
|  |                |

|  | Zhuchengceratops                                                  |
|  |                                                                   |
|  | \| \| Gryphoceratops \| \| \| \| \| \| Unescoceratops \| \| \| \| |
|  |                                                                   |
|  | Gryphoceratops                                                    |
|  |                                                                   |
|  | Unescoceratops                                                    |
|  |                                                                   |

|  | Gryphoceratops |
|  |                |
|  | Unescoceratops |
|  |                |

|  | Zhuchengceratops                                                  |
|  |                                                                   |
|  | \| \| Gryphoceratops \| \| \| \| \| \| Unescoceratops \| \| \| \| |
|  |                                                                   |
|  | Gryphoceratops                                                    |
|  |                                                                   |
|  | Unescoceratops                                                    |
|  |                                                                   |

|  | Gryphoceratops |
|  |                |
|  | Unescoceratops |
|  |                |

|  | Zhuchengceratops                                                  |
|  |                                                                   |
|  | \| \| Gryphoceratops \| \| \| \| \| \| Unescoceratops \| \| \| \| |
|  |                                                                   |
|  | Gryphoceratops                                                    |
|  |                                                                   |
|  | Unescoceratops                                                    |
|  |                                                                   |

|  | Gryphoceratops |
|  |                |
|  | Unescoceratops |
|  |                |

|  | Zhuchengceratops                                                  |
|  |                                                                   |
|  | \| \| Gryphoceratops \| \| \| \| \| \| Unescoceratops \| \| \| \| |
|  |                                                                   |
|  | Gryphoceratops                                                    |
|  |                                                                   |
|  | Unescoceratops                                                    |
|  |                                                                   |

|  | Gryphoceratops |
|  |                |
|  | Unescoceratops |
|  |                |

|  | Zhuchengceratops                                                  |
|  |                                                                   |
|  | \| \| Gryphoceratops \| \| \| \| \| \| Unescoceratops \| \| \| \| |
|  |                                                                   |
|  | Gryphoceratops                                                    |
|  |                                                                   |
|  | Unescoceratops                                                    |
|  |                                                                   |

|  | Gryphoceratops |
|  |                |
|  | Unescoceratops |
|  |                |

|  | Montanoceratops |
|  |                 |
|  | Ischioceratops  |
|  |                 |

|  | Zhuchengceratops                                                  |
|  |                                                                   |
|  | \| \| Gryphoceratops \| \| \| \| \| \| Unescoceratops \| \| \| \| |
|  |                                                                   |
|  | Gryphoceratops                                                    |
|  |                                                                   |
|  | Unescoceratops                                                    |
|  |                                                                   |

|  | Gryphoceratops |
|  |                |
|  | Unescoceratops |
|  |                |

|  | Zhuchengceratops                                                  |
|  |                                                                   |
|  | \| \| Gryphoceratops \| \| \| \| \| \| Unescoceratops \| \| \| \| |
|  |                                                                   |
|  | Gryphoceratops                                                    |
|  |                                                                   |
|  | Unescoceratops                                                    |
|  |                                                                   |

|  | Gryphoceratops |
|  |                |
|  | Unescoceratops |
|  |                |

|  | Zhuchengceratops                                                  |
|  |                                                                   |
|  | \| \| Gryphoceratops \| \| \| \| \| \| Unescoceratops \| \| \| \| |
|  |                                                                   |
|  | Gryphoceratops                                                    |
|  |                                                                   |
|  | Unescoceratops                                                    |
|  |                                                                   |

|  | Gryphoceratops |
|  |                |
|  | Unescoceratops |
|  |                |

|  | Zhuchengceratops                                                  |
|  |                                                                   |
|  | \| \| Gryphoceratops \| \| \| \| \| \| Unescoceratops \| \| \| \| |
|  |                                                                   |
|  | Gryphoceratops                                                    |
|  |                                                                   |
|  | Unescoceratops                                                    |
|  |                                                                   |

|  | Gryphoceratops |
|  |                |
|  | Unescoceratops |
|  |                |

|  | Zhuchengceratops                                                  |
|  |                                                                   |
|  | \| \| Gryphoceratops \| \| \| \| \| \| Unescoceratops \| \| \| \| |
|  |                                                                   |
|  | Gryphoceratops                                                    |
|  |                                                                   |
|  | Unescoceratops                                                    |
|  |                                                                   |

|  | Gryphoceratops |
|  |                |
|  | Unescoceratops |
|  |                |

|  | Zhuchengceratops                                                  |
|  |                                                                   |
|  | \| \| Gryphoceratops \| \| \| \| \| \| Unescoceratops \| \| \| \| |
|  |                                                                   |
|  | Gryphoceratops                                                    |
|  |                                                                   |
|  | Unescoceratops                                                    |
|  |                                                                   |

|  | Gryphoceratops |
|  |                |
|  | Unescoceratops |
|  |                |

|  | Zhuchengceratops                                                  |
|  |                                                                   |
|  | \| \| Gryphoceratops \| \| \| \| \| \| Unescoceratops \| \| \| \| |
|  |                                                                   |
|  | Gryphoceratops                                                    |
|  |                                                                   |
|  | Unescoceratops                                                    |
|  |                                                                   |

|  | Gryphoceratops |
|  |                |
|  | Unescoceratops |
|  |                |

|  | Zhuchengceratops                                                  |
|  |                                                                   |
|  | \| \| Gryphoceratops \| \| \| \| \| \| Unescoceratops \| \| \| \| |
|  |                                                                   |
|  | Gryphoceratops                                                    |
|  |                                                                   |
|  | Unescoceratops                                                    |
|  |                                                                   |

|  | Gryphoceratops |
|  |                |
|  | Unescoceratops |
|  |                |

|  | Montanoceratops |
|  |                 |
|  | Ischioceratops  |
|  |                 |

|  | Zhuchengceratops                                                  |
|  |                                                                   |
|  | \| \| Gryphoceratops \| \| \| \| \| \| Unescoceratops \| \| \| \| |
|  |                                                                   |
|  | Gryphoceratops                                                    |
|  |                                                                   |
|  | Unescoceratops                                                    |
|  |                                                                   |

|  | Gryphoceratops |
|  |                |
|  | Unescoceratops |
|  |                |

|  | Zhuchengceratops                                                  |
|  |                                                                   |
|  | \| \| Gryphoceratops \| \| \| \| \| \| Unescoceratops \| \| \| \| |
|  |                                                                   |
|  | Gryphoceratops                                                    |
|  |                                                                   |
|  | Unescoceratops                                                    |
|  |                                                                   |

|  | Gryphoceratops |
|  |                |
|  | Unescoceratops |
|  |                |

|  | Zhuchengceratops                                                  |
|  |                                                                   |
|  | \| \| Gryphoceratops \| \| \| \| \| \| Unescoceratops \| \| \| \| |
|  |                                                                   |
|  | Gryphoceratops                                                    |
|  |                                                                   |
|  | Unescoceratops                                                    |
|  |                                                                   |

|  | Gryphoceratops |
|  |                |
|  | Unescoceratops |
|  |                |

|  | Zhuchengceratops                                                  |
|  |                                                                   |
|  | \| \| Gryphoceratops \| \| \| \| \| \| Unescoceratops \| \| \| \| |
|  |                                                                   |
|  | Gryphoceratops                                                    |
|  |                                                                   |
|  | Unescoceratops                                                    |
|  |                                                                   |

|  | Gryphoceratops |
|  |                |
|  | Unescoceratops |
|  |                |

|  | Zhuchengceratops                                                  |
|  |                                                                   |
|  | \| \| Gryphoceratops \| \| \| \| \| \| Unescoceratops \| \| \| \| |
|  |                                                                   |
|  | Gryphoceratops                                                    |
|  |                                                                   |
|  | Unescoceratops                                                    |
|  |                                                                   |

|  | Gryphoceratops |
|  |                |
|  | Unescoceratops |
|  |                |

|  | Zhuchengceratops                                                  |
|  |                                                                   |
|  | \| \| Gryphoceratops \| \| \| \| \| \| Unescoceratops \| \| \| \| |
|  |                                                                   |
|  | Gryphoceratops                                                    |
|  |                                                                   |
|  | Unescoceratops                                                    |
|  |                                                                   |

|  | Gryphoceratops |
|  |                |
|  | Unescoceratops |
|  |                |

|  | Zhuchengceratops                                                  |
|  |                                                                   |
|  | \| \| Gryphoceratops \| \| \| \| \| \| Unescoceratops \| \| \| \| |
|  |                                                                   |
|  | Gryphoceratops                                                    |
|  |                                                                   |
|  | Unescoceratops                                                    |
|  |                                                                   |

|  | Gryphoceratops |
|  |                |
|  | Unescoceratops |
|  |                |

|  | Zhuchengceratops                                                  |
|  |                                                                   |
|  | \| \| Gryphoceratops \| \| \| \| \| \| Unescoceratops \| \| \| \| |
|  |                                                                   |
|  | Gryphoceratops                                                    |
|  |                                                                   |
|  | Unescoceratops                                                    |
|  |                                                                   |

|  | Gryphoceratops |
|  |                |
|  | Unescoceratops |
|  |                |

|  | Montanoceratops |
|  |                 |
|  | Ischioceratops  |
|  |                 |

|  | Zhuchengceratops                                                  |
|  |                                                                   |
|  | \| \| Gryphoceratops \| \| \| \| \| \| Unescoceratops \| \| \| \| |
|  |                                                                   |
|  | Gryphoceratops                                                    |
|  |                                                                   |
|  | Unescoceratops                                                    |
|  |                                                                   |

|  | Gryphoceratops |
|  |                |
|  | Unescoceratops |
|  |                |

|  | Zhuchengceratops                                                  |
|  |                                                                   |
|  | \| \| Gryphoceratops \| \| \| \| \| \| Unescoceratops \| \| \| \| |
|  |                                                                   |
|  | Gryphoceratops                                                    |
|  |                                                                   |
|  | Unescoceratops                                                    |
|  |                                                                   |

|  | Gryphoceratops |
|  |                |
|  | Unescoceratops |
|  |                |

|  | Zhuchengceratops                                                  |
|  |                                                                   |
|  | \| \| Gryphoceratops \| \| \| \| \| \| Unescoceratops \| \| \| \| |
|  |                                                                   |
|  | Gryphoceratops                                                    |
|  |                                                                   |
|  | Unescoceratops                                                    |
|  |                                                                   |

|  | Gryphoceratops |
|  |                |
|  | Unescoceratops |
|  |                |

|  | Zhuchengceratops                                                  |
|  |                                                                   |
|  | \| \| Gryphoceratops \| \| \| \| \| \| Unescoceratops \| \| \| \| |
|  |                                                                   |
|  | Gryphoceratops                                                    |
|  |                                                                   |
|  | Unescoceratops                                                    |
|  |                                                                   |

|  | Gryphoceratops |
|  |                |
|  | Unescoceratops |
|  |                |

|  | Zhuchengceratops                                                  |
|  |                                                                   |
|  | \| \| Gryphoceratops \| \| \| \| \| \| Unescoceratops \| \| \| \| |
|  |                                                                   |
|  | Gryphoceratops                                                    |
|  |                                                                   |
|  | Unescoceratops                                                    |
|  |                                                                   |

|  | Gryphoceratops |
|  |                |
|  | Unescoceratops |
|  |                |

|  | Zhuchengceratops                                                  |
|  |                                                                   |
|  | \| \| Gryphoceratops \| \| \| \| \| \| Unescoceratops \| \| \| \| |
|  |                                                                   |
|  | Gryphoceratops                                                    |
|  |                                                                   |
|  | Unescoceratops                                                    |
|  |                                                                   |

|  | Gryphoceratops |
|  |                |
|  | Unescoceratops |
|  |                |

|  | Zhuchengceratops                                                  |
|  |                                                                   |
|  | \| \| Gryphoceratops \| \| \| \| \| \| Unescoceratops \| \| \| \| |
|  |                                                                   |
|  | Gryphoceratops                                                    |
|  |                                                                   |
|  | Unescoceratops                                                    |
|  |                                                                   |

|  | Gryphoceratops |
|  |                |
|  | Unescoceratops |
|  |                |

|  | Zhuchengceratops                                                  |
|  |                                                                   |
|  | \| \| Gryphoceratops \| \| \| \| \| \| Unescoceratops \| \| \| \| |
|  |                                                                   |
|  | Gryphoceratops                                                    |
|  |                                                                   |
|  | Unescoceratops                                                    |
|  |                                                                   |

|  | Gryphoceratops |
|  |                |
|  | Unescoceratops |
|  |                |

|  | Montanoceratops |
|  |                 |
|  | Ischioceratops  |
|  |                 |

|  | Zhuchengceratops                                                  |
|  |                                                                   |
|  | \| \| Gryphoceratops \| \| \| \| \| \| Unescoceratops \| \| \| \| |
|  |                                                                   |
|  | Gryphoceratops                                                    |
|  |                                                                   |
|  | Unescoceratops                                                    |
|  |                                                                   |

|  | Gryphoceratops |
|  |                |
|  | Unescoceratops |
|  |                |

|  | Zhuchengceratops                                                  |
|  |                                                                   |
|  | \| \| Gryphoceratops \| \| \| \| \| \| Unescoceratops \| \| \| \| |
|  |                                                                   |
|  | Gryphoceratops                                                    |
|  |                                                                   |
|  | Unescoceratops                                                    |
|  |                                                                   |

|  | Gryphoceratops |
|  |                |
|  | Unescoceratops |
|  |                |

|  | Zhuchengceratops                                                  |
|  |                                                                   |
|  | \| \| Gryphoceratops \| \| \| \| \| \| Unescoceratops \| \| \| \| |
|  |                                                                   |
|  | Gryphoceratops                                                    |
|  |                                                                   |
|  | Unescoceratops                                                    |
|  |                                                                   |

|  | Gryphoceratops |
|  |                |
|  | Unescoceratops |
|  |                |

|  | Zhuchengceratops                                                  |
|  |                                                                   |
|  | \| \| Gryphoceratops \| \| \| \| \| \| Unescoceratops \| \| \| \| |
|  |                                                                   |
|  | Gryphoceratops                                                    |
|  |                                                                   |
|  | Unescoceratops                                                    |
|  |                                                                   |

|  | Gryphoceratops |
|  |                |
|  | Unescoceratops |
|  |                |

|  | Zhuchengceratops                                                  |
|  |                                                                   |
|  | \| \| Gryphoceratops \| \| \| \| \| \| Unescoceratops \| \| \| \| |
|  |                                                                   |
|  | Gryphoceratops                                                    |
|  |                                                                   |
|  | Unescoceratops                                                    |
|  |                                                                   |

|  | Gryphoceratops |
|  |                |
|  | Unescoceratops |
|  |                |

|  | Zhuchengceratops                                                  |
|  |                                                                   |
|  | \| \| Gryphoceratops \| \| \| \| \| \| Unescoceratops \| \| \| \| |
|  |                                                                   |
|  | Gryphoceratops                                                    |
|  |                                                                   |
|  | Unescoceratops                                                    |
|  |                                                                   |

|  | Gryphoceratops |
|  |                |
|  | Unescoceratops |
|  |                |

|  | Zhuchengceratops                                                  |
|  |                                                                   |
|  | \| \| Gryphoceratops \| \| \| \| \| \| Unescoceratops \| \| \| \| |
|  |                                                                   |
|  | Gryphoceratops                                                    |
|  |                                                                   |
|  | Unescoceratops                                                    |
|  |                                                                   |

|  | Gryphoceratops |
|  |                |
|  | Unescoceratops |
|  |                |

|  | Zhuchengceratops                                                  |
|  |                                                                   |
|  | \| \| Gryphoceratops \| \| \| \| \| \| Unescoceratops \| \| \| \| |
|  |                                                                   |
|  | Gryphoceratops                                                    |
|  |                                                                   |
|  | Unescoceratops                                                    |
|  |                                                                   |

|  | Gryphoceratops |
|  |                |
|  | Unescoceratops |
|  |                |

|  | Magnirostris                                                                             |
|  |                                                                                          |
|  | \| \| Protoceratops hellenikorhinus \| \| \| \| \| \| Protoceratops andrewsi \| \| \| \| |
|  |                                                                                          |
|  | Protoceratops hellenikorhinus                                                            |
|  |                                                                                          |
|  | Protoceratops andrewsi                                                                   |
|  |                                                                                          |

|  | Protoceratops hellenikorhinus |
|  |                               |
|  | Protoceratops andrewsi        |
|  |                               |

|  | Magnirostris                                                                             |
|  |                                                                                          |
|  | \| \| Protoceratops hellenikorhinus \| \| \| \| \| \| Protoceratops andrewsi \| \| \| \| |
|  |                                                                                          |
|  | Protoceratops hellenikorhinus                                                            |
|  |                                                                                          |
|  | Protoceratops andrewsi                                                                   |
|  |                                                                                          |

|  | Protoceratops hellenikorhinus |
|  |                               |
|  | Protoceratops andrewsi        |
|  |                               |

|  | Magnirostris                                                                             |
|  |                                                                                          |
|  | \| \| Protoceratops hellenikorhinus \| \| \| \| \| \| Protoceratops andrewsi \| \| \| \| |
|  |                                                                                          |
|  | Protoceratops hellenikorhinus                                                            |
|  |                                                                                          |
|  | Protoceratops andrewsi                                                                   |
|  |                                                                                          |

|  | Protoceratops hellenikorhinus |
|  |                               |
|  | Protoceratops andrewsi        |
|  |                               |

|  | Magnirostris                                                                             |
|  |                                                                                          |
|  | \| \| Protoceratops hellenikorhinus \| \| \| \| \| \| Protoceratops andrewsi \| \| \| \| |
|  |                                                                                          |
|  | Protoceratops hellenikorhinus                                                            |
|  |                                                                                          |
|  | Protoceratops andrewsi                                                                   |
|  |                                                                                          |

|  | Protoceratops hellenikorhinus |
|  |                               |
|  | Protoceratops andrewsi        |
|  |                               |

|  | Magnirostris                                                                             |
|  |                                                                                          |
|  | \| \| Protoceratops hellenikorhinus \| \| \| \| \| \| Protoceratops andrewsi \| \| \| \| |
|  |                                                                                          |
|  | Protoceratops hellenikorhinus                                                            |
|  |                                                                                          |
|  | Protoceratops andrewsi                                                                   |
|  |                                                                                          |

|  | Protoceratops hellenikorhinus |
|  |                               |
|  | Protoceratops andrewsi        |
|  |                               |

|  | Magnirostris                                                                             |
|  |                                                                                          |
|  | \| \| Protoceratops hellenikorhinus \| \| \| \| \| \| Protoceratops andrewsi \| \| \| \| |
|  |                                                                                          |
|  | Protoceratops hellenikorhinus                                                            |
|  |                                                                                          |
|  | Protoceratops andrewsi                                                                   |
|  |                                                                                          |

|  | Protoceratops hellenikorhinus |
|  |                               |
|  | Protoceratops andrewsi        |
|  |                               |

|  | Magnirostris                                                                             |
|  |                                                                                          |
|  | \| \| Protoceratops hellenikorhinus \| \| \| \| \| \| Protoceratops andrewsi \| \| \| \| |
|  |                                                                                          |
|  | Protoceratops hellenikorhinus                                                            |
|  |                                                                                          |
|  | Protoceratops andrewsi                                                                   |
|  |                                                                                          |

|  | Protoceratops hellenikorhinus |
|  |                               |
|  | Protoceratops andrewsi        |
|  |                               |

|  | Magnirostris                                                                             |
|  |                                                                                          |
|  | \| \| Protoceratops hellenikorhinus \| \| \| \| \| \| Protoceratops andrewsi \| \| \| \| |
|  |                                                                                          |
|  | Protoceratops hellenikorhinus                                                            |
|  |                                                                                          |
|  | Protoceratops andrewsi                                                                   |
|  |                                                                                          |

|  | Protoceratops hellenikorhinus |
|  |                               |
|  | Protoceratops andrewsi        |
|  |                               |

|  | Ajkaceratops                                                  |
|  |                                                               |
|  | \| \| Zuniceratops \| \| \| \| \| \| Ceratopsidae \| \| \| \| |
|  |                                                               |
|  | Zuniceratops                                                  |
|  |                                                               |
|  | Ceratopsidae                                                  |
|  |                                                               |

|  | Zuniceratops |
|  |              |
|  | Ceratopsidae |
|  |              |

|  | Magnirostris                                                                             |
|  |                                                                                          |
|  | \| \| Protoceratops hellenikorhinus \| \| \| \| \| \| Protoceratops andrewsi \| \| \| \| |
|  |                                                                                          |
|  | Protoceratops hellenikorhinus                                                            |
|  |                                                                                          |
|  | Protoceratops andrewsi                                                                   |
|  |                                                                                          |

|  | Protoceratops hellenikorhinus |
|  |                               |
|  | Protoceratops andrewsi        |
|  |                               |

|  | Magnirostris                                                                             |
|  |                                                                                          |
|  | \| \| Protoceratops hellenikorhinus \| \| \| \| \| \| Protoceratops andrewsi \| \| \| \| |
|  |                                                                                          |
|  | Protoceratops hellenikorhinus                                                            |
|  |                                                                                          |
|  | Protoceratops andrewsi                                                                   |
|  |                                                                                          |

|  | Protoceratops hellenikorhinus |
|  |                               |
|  | Protoceratops andrewsi        |
|  |                               |

|  | Magnirostris                                                                             |
|  |                                                                                          |
|  | \| \| Protoceratops hellenikorhinus \| \| \| \| \| \| Protoceratops andrewsi \| \| \| \| |
|  |                                                                                          |
|  | Protoceratops hellenikorhinus                                                            |
|  |                                                                                          |
|  | Protoceratops andrewsi                                                                   |
|  |                                                                                          |

|  | Protoceratops hellenikorhinus |
|  |                               |
|  | Protoceratops andrewsi        |
|  |                               |

|  | Magnirostris                                                                             |
|  |                                                                                          |
|  | \| \| Protoceratops hellenikorhinus \| \| \| \| \| \| Protoceratops andrewsi \| \| \| \| |
|  |                                                                                          |
|  | Protoceratops hellenikorhinus                                                            |
|  |                                                                                          |
|  | Protoceratops andrewsi                                                                   |
|  |                                                                                          |

|  | Protoceratops hellenikorhinus |
|  |                               |
|  | Protoceratops andrewsi        |
|  |                               |

|  | Magnirostris                                                                             |
|  |                                                                                          |
|  | \| \| Protoceratops hellenikorhinus \| \| \| \| \| \| Protoceratops andrewsi \| \| \| \| |
|  |                                                                                          |
|  | Protoceratops hellenikorhinus                                                            |
|  |                                                                                          |
|  | Protoceratops andrewsi                                                                   |
|  |                                                                                          |

|  | Protoceratops hellenikorhinus |
|  |                               |
|  | Protoceratops andrewsi        |
|  |                               |

|  | Magnirostris                                                                             |
|  |                                                                                          |
|  | \| \| Protoceratops hellenikorhinus \| \| \| \| \| \| Protoceratops andrewsi \| \| \| \| |
|  |                                                                                          |
|  | Protoceratops hellenikorhinus                                                            |
|  |                                                                                          |
|  | Protoceratops andrewsi                                                                   |
|  |                                                                                          |

|  | Protoceratops hellenikorhinus |
|  |                               |
|  | Protoceratops andrewsi        |
|  |                               |

|  | Magnirostris                                                                             |
|  |                                                                                          |
|  | \| \| Protoceratops hellenikorhinus \| \| \| \| \| \| Protoceratops andrewsi \| \| \| \| |
|  |                                                                                          |
|  | Protoceratops hellenikorhinus                                                            |
|  |                                                                                          |
|  | Protoceratops andrewsi                                                                   |
|  |                                                                                          |

|  | Protoceratops hellenikorhinus |
|  |                               |
|  | Protoceratops andrewsi        |
|  |                               |

|  | Magnirostris                                                                             |
|  |                                                                                          |
|  | \| \| Protoceratops hellenikorhinus \| \| \| \| \| \| Protoceratops andrewsi \| \| \| \| |
|  |                                                                                          |
|  | Protoceratops hellenikorhinus                                                            |
|  |                                                                                          |
|  | Protoceratops andrewsi                                                                   |
|  |                                                                                          |

|  | Protoceratops hellenikorhinus |
|  |                               |
|  | Protoceratops andrewsi        |
|  |                               |

|  | Ajkaceratops                                                  |
|  |                                                               |
|  | \| \| Zuniceratops \| \| \| \| \| \| Ceratopsidae \| \| \| \| |
|  |                                                               |
|  | Zuniceratops                                                  |
|  |                                                               |
|  | Ceratopsidae                                                  |
|  |                                                               |

|  | Zuniceratops |
|  |              |
|  | Ceratopsidae |
|  |              |

|  | Magnirostris                                                                             |
|  |                                                                                          |
|  | \| \| Protoceratops hellenikorhinus \| \| \| \| \| \| Protoceratops andrewsi \| \| \| \| |
|  |                                                                                          |
|  | Protoceratops hellenikorhinus                                                            |
|  |                                                                                          |
|  | Protoceratops andrewsi                                                                   |
|  |                                                                                          |

|  | Protoceratops hellenikorhinus |
|  |                               |
|  | Protoceratops andrewsi        |
|  |                               |

|  | Magnirostris                                                                             |
|  |                                                                                          |
|  | \| \| Protoceratops hellenikorhinus \| \| \| \| \| \| Protoceratops andrewsi \| \| \| \| |
|  |                                                                                          |
|  | Protoceratops hellenikorhinus                                                            |
|  |                                                                                          |
|  | Protoceratops andrewsi                                                                   |
|  |                                                                                          |

|  | Protoceratops hellenikorhinus |
|  |                               |
|  | Protoceratops andrewsi        |
|  |                               |

|  | Magnirostris                                                                             |
|  |                                                                                          |
|  | \| \| Protoceratops hellenikorhinus \| \| \| \| \| \| Protoceratops andrewsi \| \| \| \| |
|  |                                                                                          |
|  | Protoceratops hellenikorhinus                                                            |
|  |                                                                                          |
|  | Protoceratops andrewsi                                                                   |
|  |                                                                                          |

|  | Protoceratops hellenikorhinus |
|  |                               |
|  | Protoceratops andrewsi        |
|  |                               |

|  | Magnirostris                                                                             |
|  |                                                                                          |
|  | \| \| Protoceratops hellenikorhinus \| \| \| \| \| \| Protoceratops andrewsi \| \| \| \| |
|  |                                                                                          |
|  | Protoceratops hellenikorhinus                                                            |
|  |                                                                                          |
|  | Protoceratops andrewsi                                                                   |
|  |                                                                                          |

|  | Protoceratops hellenikorhinus |
|  |                               |
|  | Protoceratops andrewsi        |
|  |                               |

|  | Magnirostris                                                                             |
|  |                                                                                          |
|  | \| \| Protoceratops hellenikorhinus \| \| \| \| \| \| Protoceratops andrewsi \| \| \| \| |
|  |                                                                                          |
|  | Protoceratops hellenikorhinus                                                            |
|  |                                                                                          |
|  | Protoceratops andrewsi                                                                   |
|  |                                                                                          |

|  | Protoceratops hellenikorhinus |
|  |                               |
|  | Protoceratops andrewsi        |
|  |                               |

|  | Magnirostris                                                                             |
|  |                                                                                          |
|  | \| \| Protoceratops hellenikorhinus \| \| \| \| \| \| Protoceratops andrewsi \| \| \| \| |
|  |                                                                                          |
|  | Protoceratops hellenikorhinus                                                            |
|  |                                                                                          |
|  | Protoceratops andrewsi                                                                   |
|  |                                                                                          |

|  | Protoceratops hellenikorhinus |
|  |                               |
|  | Protoceratops andrewsi        |
|  |                               |

|  | Magnirostris                                                                             |
|  |                                                                                          |
|  | \| \| Protoceratops hellenikorhinus \| \| \| \| \| \| Protoceratops andrewsi \| \| \| \| |
|  |                                                                                          |
|  | Protoceratops hellenikorhinus                                                            |
|  |                                                                                          |
|  | Protoceratops andrewsi                                                                   |
|  |                                                                                          |

|  | Protoceratops hellenikorhinus |
|  |                               |
|  | Protoceratops andrewsi        |
|  |                               |

|  | Magnirostris                                                                             |
|  |                                                                                          |
|  | \| \| Protoceratops hellenikorhinus \| \| \| \| \| \| Protoceratops andrewsi \| \| \| \| |
|  |                                                                                          |
|  | Protoceratops hellenikorhinus                                                            |
|  |                                                                                          |
|  | Protoceratops andrewsi                                                                   |
|  |                                                                                          |

|  | Protoceratops hellenikorhinus |
|  |                               |
|  | Protoceratops andrewsi        |
|  |                               |

|  | Ajkaceratops                                                  |
|  |                                                               |
|  | \| \| Zuniceratops \| \| \| \| \| \| Ceratopsidae \| \| \| \| |
|  |                                                               |
|  | Zuniceratops                                                  |
|  |                                                               |
|  | Ceratopsidae                                                  |
|  |                                                               |

|  | Zuniceratops |
|  |              |
|  | Ceratopsidae |
|  |              |

|  | Magnirostris                                                                             |
|  |                                                                                          |
|  | \| \| Protoceratops hellenikorhinus \| \| \| \| \| \| Protoceratops andrewsi \| \| \| \| |
|  |                                                                                          |
|  | Protoceratops hellenikorhinus                                                            |
|  |                                                                                          |
|  | Protoceratops andrewsi                                                                   |
|  |                                                                                          |

|  | Protoceratops hellenikorhinus |
|  |                               |
|  | Protoceratops andrewsi        |
|  |                               |

|  | Magnirostris                                                                             |
|  |                                                                                          |
|  | \| \| Protoceratops hellenikorhinus \| \| \| \| \| \| Protoceratops andrewsi \| \| \| \| |
|  |                                                                                          |
|  | Protoceratops hellenikorhinus                                                            |
|  |                                                                                          |
|  | Protoceratops andrewsi                                                                   |
|  |                                                                                          |

|  | Protoceratops hellenikorhinus |
|  |                               |
|  | Protoceratops andrewsi        |
|  |                               |

|  | Magnirostris                                                                             |
|  |                                                                                          |
|  | \| \| Protoceratops hellenikorhinus \| \| \| \| \| \| Protoceratops andrewsi \| \| \| \| |
|  |                                                                                          |
|  | Protoceratops hellenikorhinus                                                            |
|  |                                                                                          |
|  | Protoceratops andrewsi                                                                   |
|  |                                                                                          |

|  | Protoceratops hellenikorhinus |
|  |                               |
|  | Protoceratops andrewsi        |
|  |                               |

|  | Magnirostris                                                                             |
|  |                                                                                          |
|  | \| \| Protoceratops hellenikorhinus \| \| \| \| \| \| Protoceratops andrewsi \| \| \| \| |
|  |                                                                                          |
|  | Protoceratops hellenikorhinus                                                            |
|  |                                                                                          |
|  | Protoceratops andrewsi                                                                   |
|  |                                                                                          |

|  | Protoceratops hellenikorhinus |
|  |                               |
|  | Protoceratops andrewsi        |
|  |                               |

|  | Magnirostris                                                                             |
|  |                                                                                          |
|  | \| \| Protoceratops hellenikorhinus \| \| \| \| \| \| Protoceratops andrewsi \| \| \| \| |
|  |                                                                                          |
|  | Protoceratops hellenikorhinus                                                            |
|  |                                                                                          |
|  | Protoceratops andrewsi                                                                   |
|  |                                                                                          |

|  | Protoceratops hellenikorhinus |
|  |                               |
|  | Protoceratops andrewsi        |
|  |                               |

|  | Magnirostris                                                                             |
|  |                                                                                          |
|  | \| \| Protoceratops hellenikorhinus \| \| \| \| \| \| Protoceratops andrewsi \| \| \| \| |
|  |                                                                                          |
|  | Protoceratops hellenikorhinus                                                            |
|  |                                                                                          |
|  | Protoceratops andrewsi                                                                   |
|  |                                                                                          |

|  | Protoceratops hellenikorhinus |
|  |                               |
|  | Protoceratops andrewsi        |
|  |                               |

|  | Magnirostris                                                                             |
|  |                                                                                          |
|  | \| \| Protoceratops hellenikorhinus \| \| \| \| \| \| Protoceratops andrewsi \| \| \| \| |
|  |                                                                                          |
|  | Protoceratops hellenikorhinus                                                            |
|  |                                                                                          |
|  | Protoceratops andrewsi                                                                   |
|  |                                                                                          |

|  | Protoceratops hellenikorhinus |
|  |                               |
|  | Protoceratops andrewsi        |
|  |                               |

|  | Magnirostris                                                                             |
|  |                                                                                          |
|  | \| \| Protoceratops hellenikorhinus \| \| \| \| \| \| Protoceratops andrewsi \| \| \| \| |
|  |                                                                                          |
|  | Protoceratops hellenikorhinus                                                            |
|  |                                                                                          |
|  | Protoceratops andrewsi                                                                   |
|  |                                                                                          |

|  | Protoceratops hellenikorhinus |
|  |                               |
|  | Protoceratops andrewsi        |
|  |                               |

|  | Ajkaceratops                                                  |
|  |                                                               |
|  | \| \| Zuniceratops \| \| \| \| \| \| Ceratopsidae \| \| \| \| |
|  |                                                               |
|  | Zuniceratops                                                  |
|  |                                                               |
|  | Ceratopsidae                                                  |
|  |                                                               |

|  | Zuniceratops |
|  |              |
|  | Ceratopsidae |
|  |              |

## Paleobiología

### Reproducción

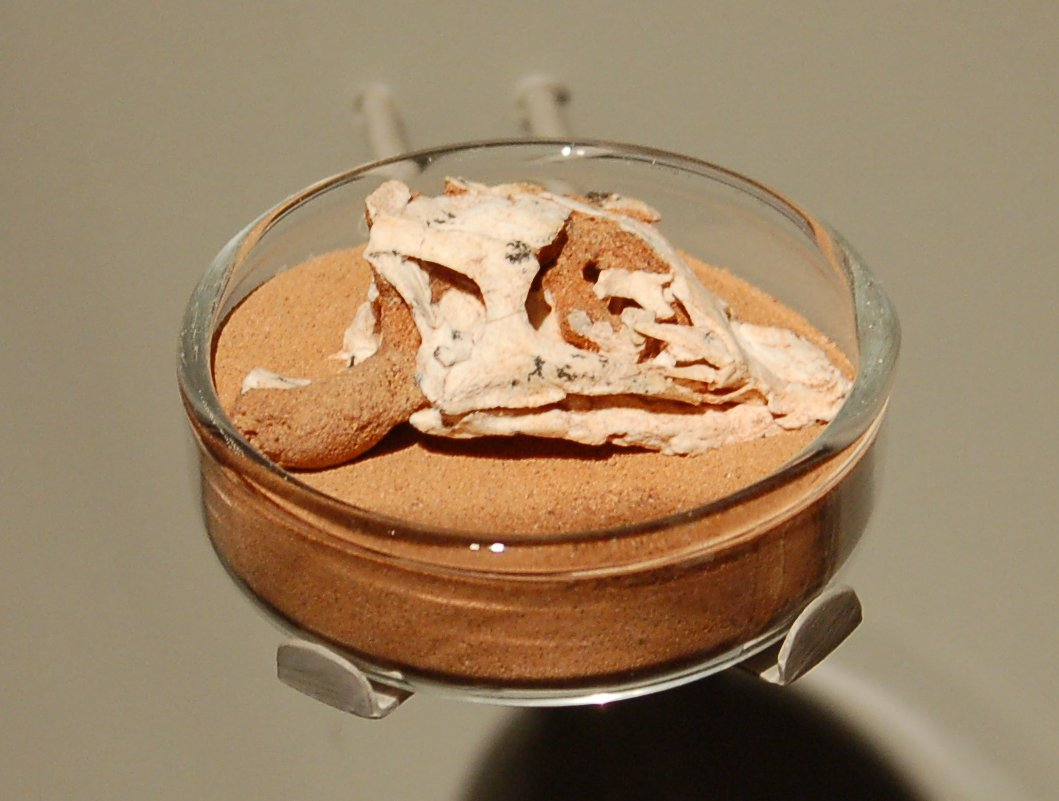
Un cráneo embrionario de Protoceratops.

En la década del 1920, Roy Chapman Andrews descubrió los primeros huevos fósiles de dinosaurios en el Desierto de Gobi de Mongolia. Cada huevo medía alrededor de 20 centímetros de diámetro y la cría recién nacida debía haber medido 30 centímetros de largo. Debido a la proximidad con los fósiles de Protoceratops, estos huevos se asignaron a este género. 

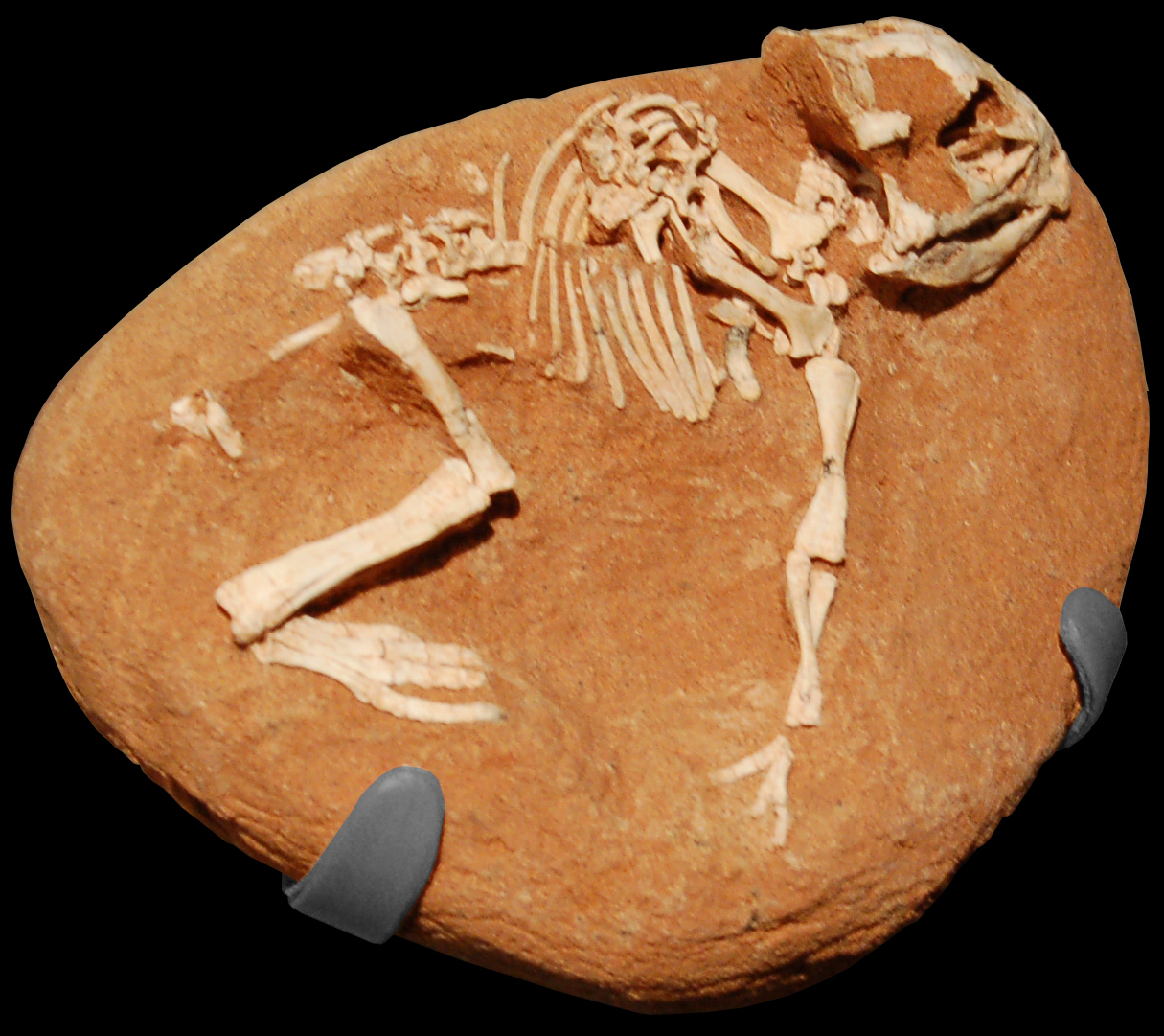
Cría de Protoceratops.

Se creía que el terópodo contemporáneo Oviraptor se alimentaba de huevos de Protoceratops debido a la presencia de un esqueleto de Oviraptor en el nido. El cráneo estaba aplastado y se especuló que la lesión fue recibida por un enojado Protoceratops que defendía su nido del depredador. Sin embargo, en 1993 Norrell et ál. reportaron un embrión dentro del supuesto huevo de Protoceratops. Este embrión, luego de una reexaminación más cercana, resultó pertenecer realmente a un Oviraptor. El hallazgo original realmente representa un comportamiento de empollamiento de un Oviraptor más que un intento fallido de comer los huevos.
El oogenus Protoceratopsidovum, que significa "huevo de Protoceratops ", también fue originalmente identificado erróneamente como perteneciente a Protoceratops, ahora se sabe que son los huevos de un terópodo derivado.

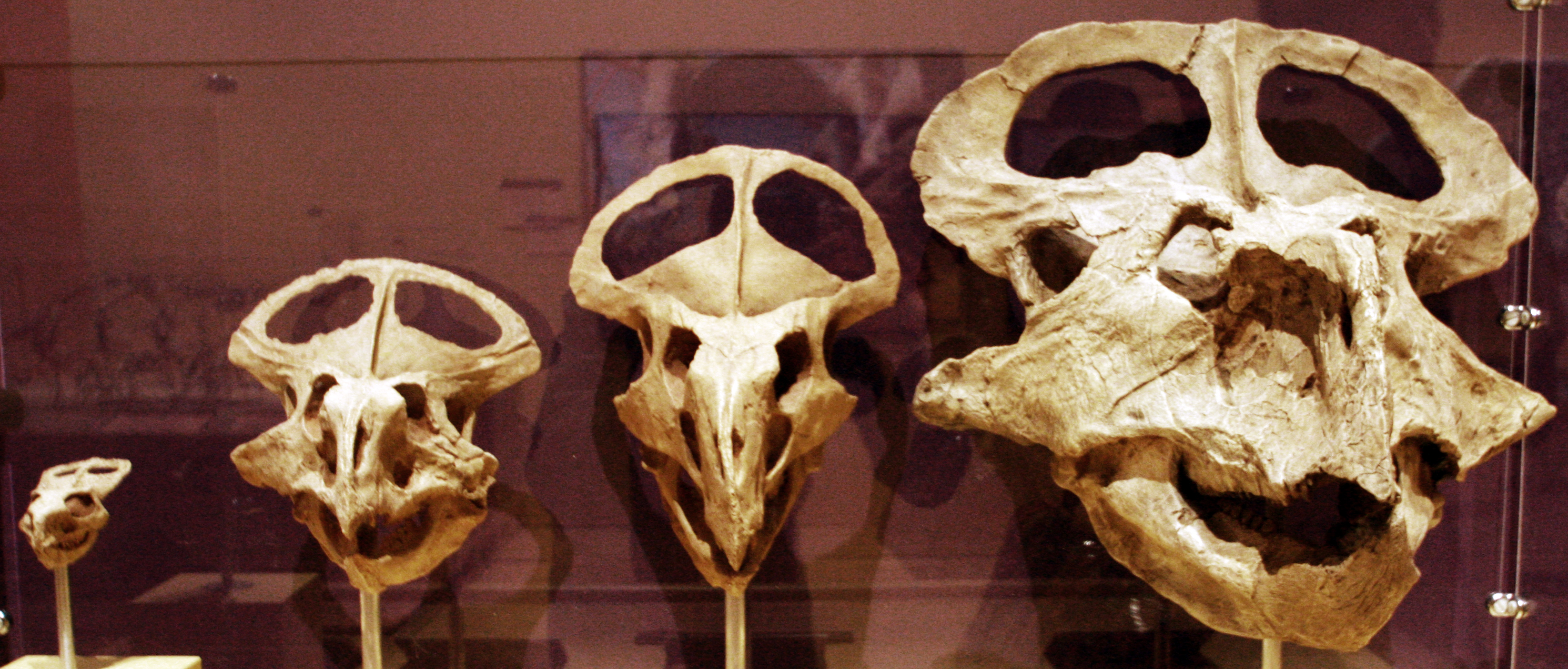
Serie de crecimiento de P. andrewsi.

En 2011, se descubrió un nido de 15 jóvenes Protoceratops andrewsi en Mongolia. Declarado como el primer nido de Protoceratops descubierto hasta la fecha, el descubrimiento sugiere que los padres de Protoceratops podrían haber cuidado a sus crías en los nidos durante al menos las primeras etapas del crecimiento. Como Protoceratops es un miembro relativamente básico de los ceratopsianos, el hallazgo también sugiere que otros ceratopsianos también cuidaron a sus crías. Los estudios de líneas de crecimiento, es decir, líneas de von Ebner, de los dientes en P. andrewsi embrionario sugieren plesiomórficamente tiempos de incubación prolongados, con un tiempo mínimo de incubación de 83,16 días para P. andrewsi.
Igualmente se han encontrado agrupaciones de nidos de Protoceratops, por lo cual es posible que los Protoceratops vivieran en manada o con una organización de tipo familiar. Al nacer, estos animales tenían una longitud de 30 centímetros aproximadamente, y eran alimentados hasta que eran capaces de tener cierta autonomía.

### Patrones de actividad diaria
Se ha sugerido que los grandes ojos de Protoceratops son evidencia de un estilo de vida nocturno. Sin embargo, las comparaciones posteriores entre los anillos esclerales de Protoceratops y las aves y reptiles modernos han indicado un estilo de vida más catemeral, activo durante todo el día durante intervalos cortos. Esto sugiere que la pelea entre Protoceratops y el Velociraptor principalmente nocturno indicado por los especímenes de pelea puede haber ocurrido al atardecer o en condiciones de poca luz.

## En la cultura popular
El personaje de la serie de televisión infantil Barney y sus amigos B.J. es un Protoceratops amarillo y verde.

### Teoría sobre el origen del mito del grifo
La investigadora del folklore y de la historia científica, Adrienne Mayor, de la Universidad de Stanford, ha sugerido que los fósiles magníficamente preservados de Protoceratops y otros dinosaurios con pico podrían ser la base para el mito del grifo. Los antiguos nómadas escitas que extraían oro en los montes Altái y Tien Shan de Asia Central, pudieron encontrar casualmente algún resto de estos animales y elucubrar a partir del pico que se trataba de enormes bestias voladoras, a los que bautizaron como grifos. Los grifos son descritos como cuadrúpedos del tamaño de un león, con enormes garras y un pico similar al de aves rapaces, que ponían sus nidos en el suelo.
Los escritores griegos comienzan a describir al grifo alrededor de 675 a. C., al mismo tiempo que tuvieron contacto con los escitas. Los grifos fueron descritos como guardianes de los depósitos del oro en las colinas áridas y las formaciones de piedra arenisca roja de las tierras yermas. Las montañas vecinas de la región de Mongolia y China de donde se encuentran muchos fósiles de Protoceratops son ricas en oro, dando cierto crédito a la teoría que estos fósiles eran la base de los mitos del grifo.
En 2016, esta hipótesis fue refutada por Mark Witton, ya que ignora el arte y los relatos de los grifos pre-griegos. Witton continúa señalando que las alas de los grifos tradicionales se colocan por encima de los omóplatos, no detrás del cuello como los volantes de Protoceratops, que los cuerpos de los grifos se parecen mucho más a los cuerpos de los grandes felinos modernos que a los de Protoceratops, y que los depósitos de oro de Asia central se encuentran a cientos de kilómetros de los restos fósiles conocidos de Protoceratops, entre muchas otras inconsistencias. Es más simple, argumenta, entender al grifo como una combinación mítica de especies animales existentes bien conocidas que como un antiguo malentendido de colecciones fosilizadas de huesos.

## Galería

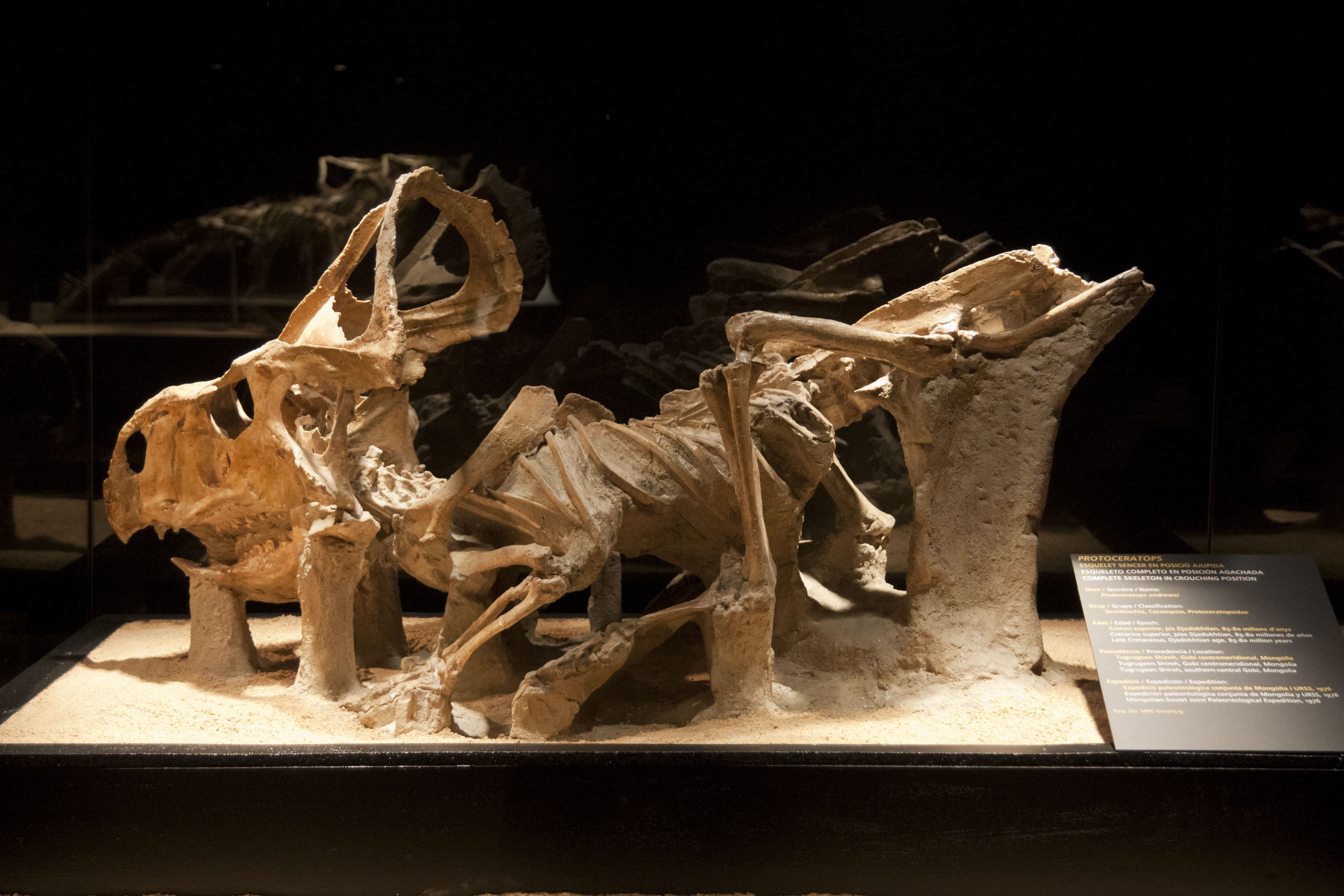
Esqueleto de Protoceratops  en Copenhague.
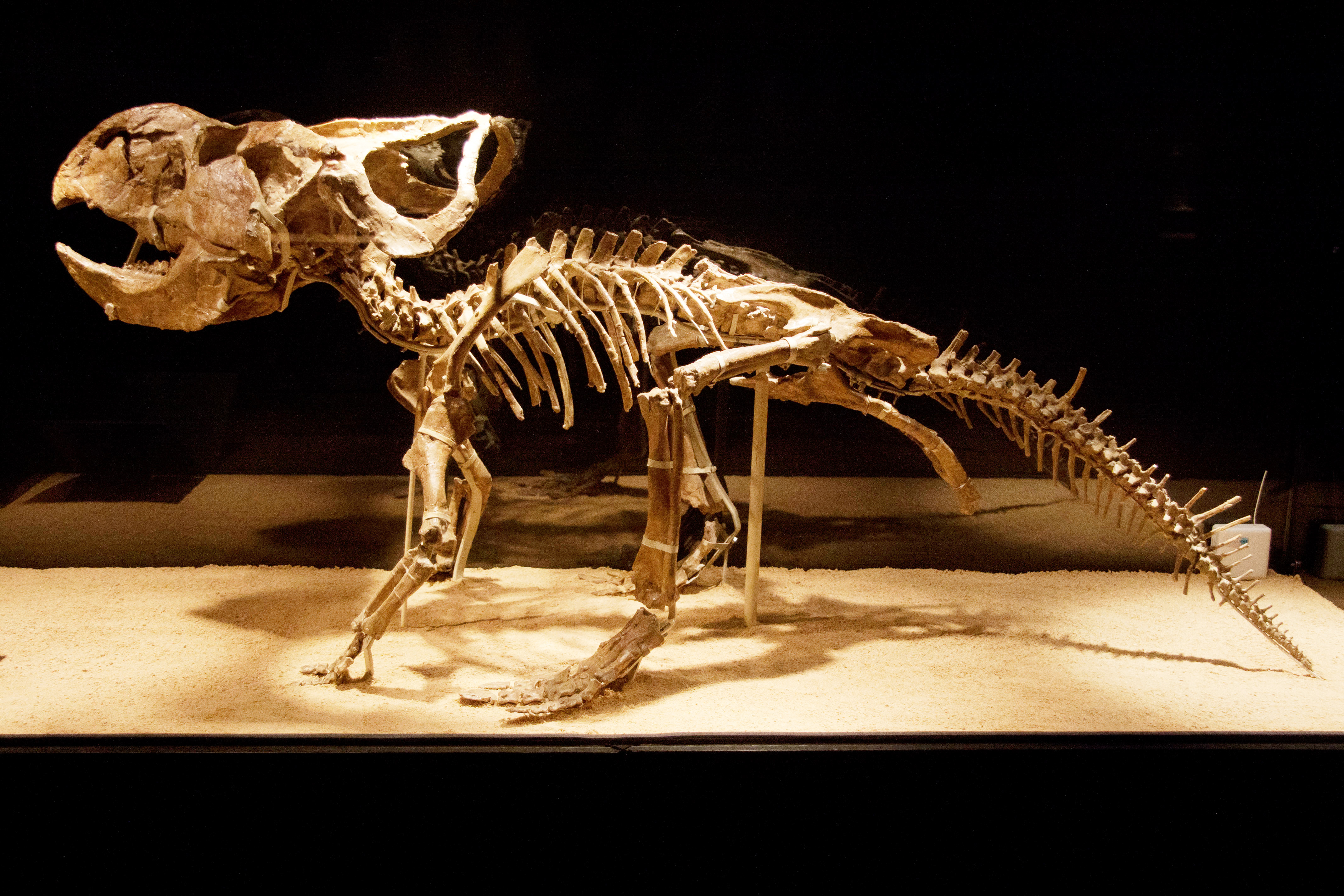
Esqueleto completo de Protoceratops.
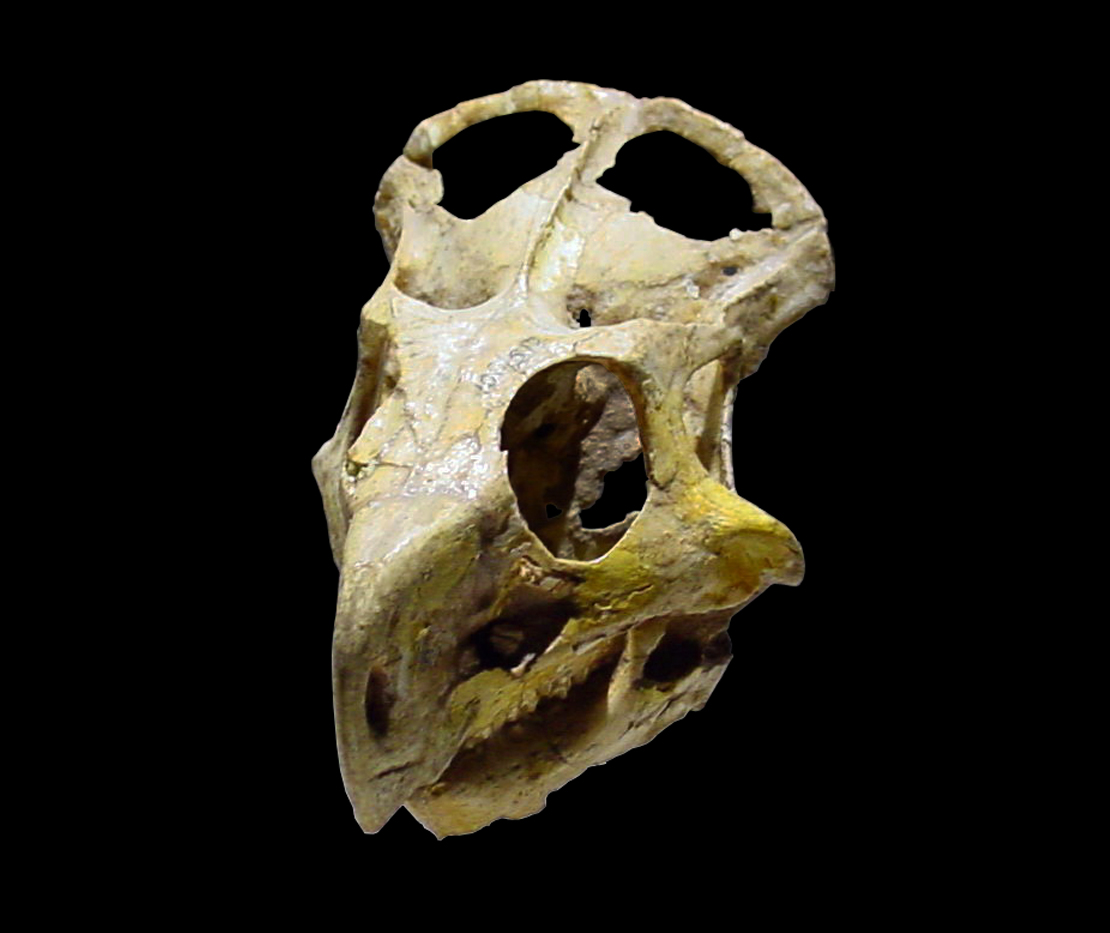
Comparación de cráneos de Protoceratops adultos y jóvenes.
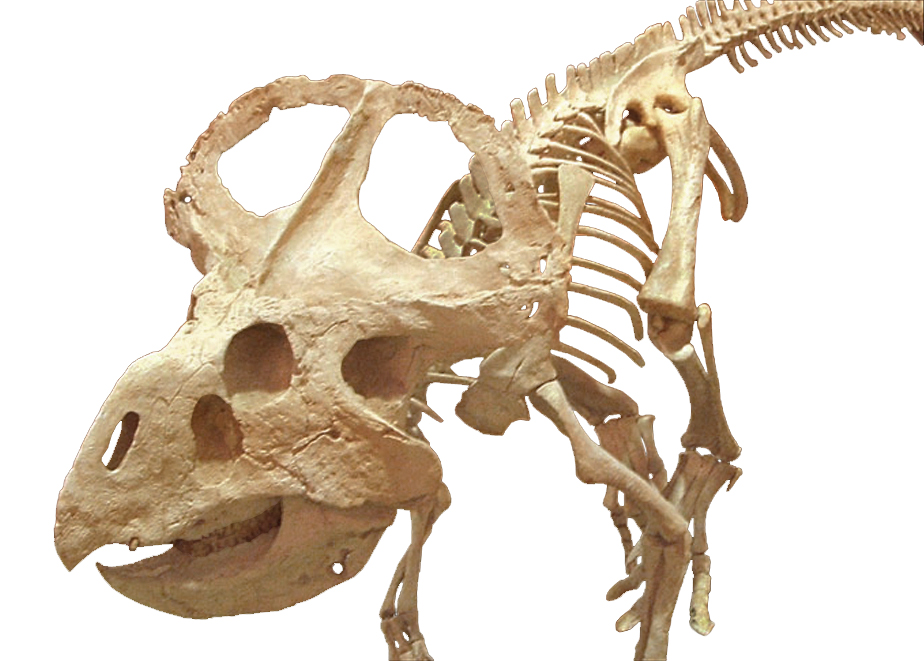
Esqueleto de un Protoceratops en Wyoming.
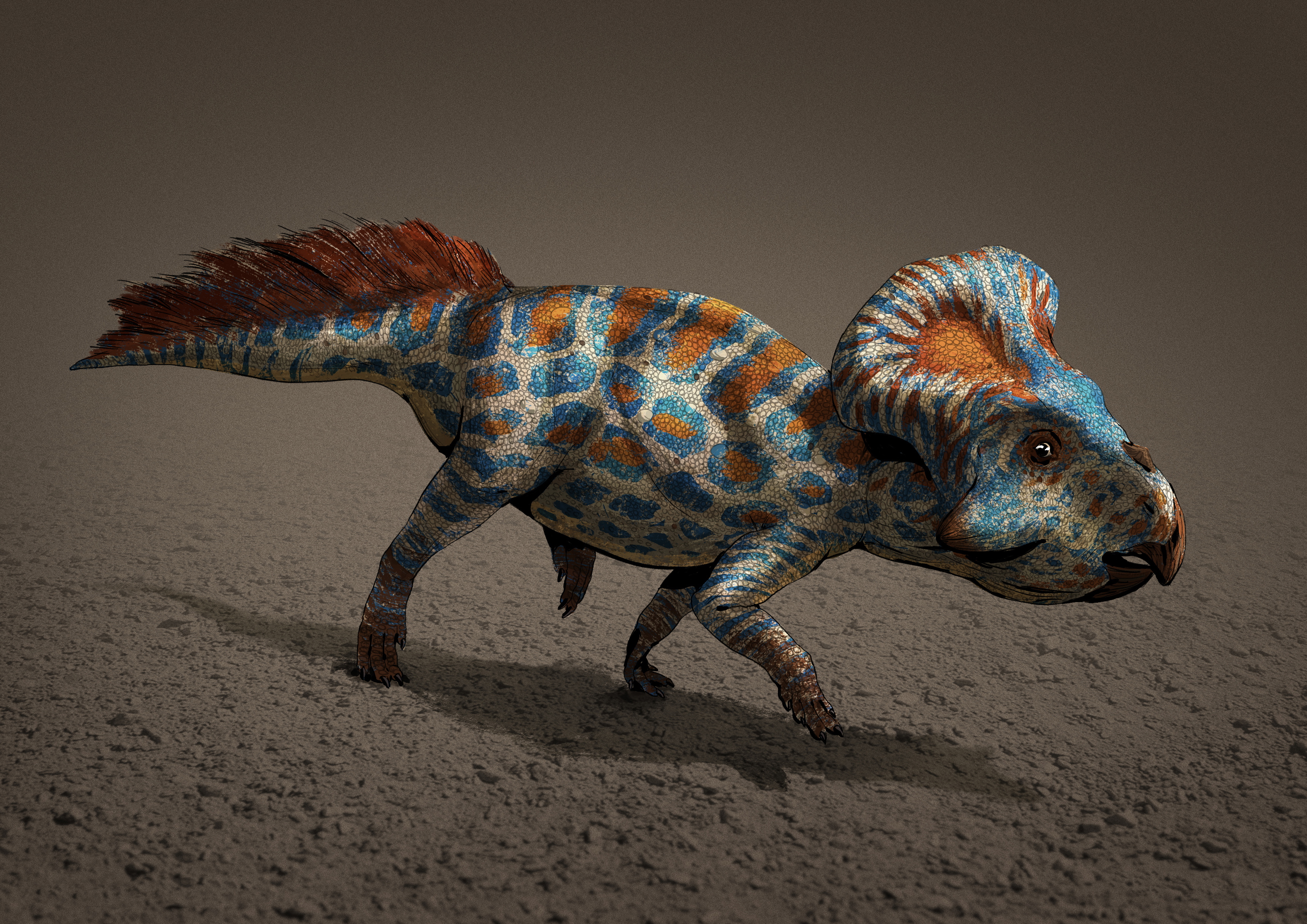
Restauración de P. andrewsi.
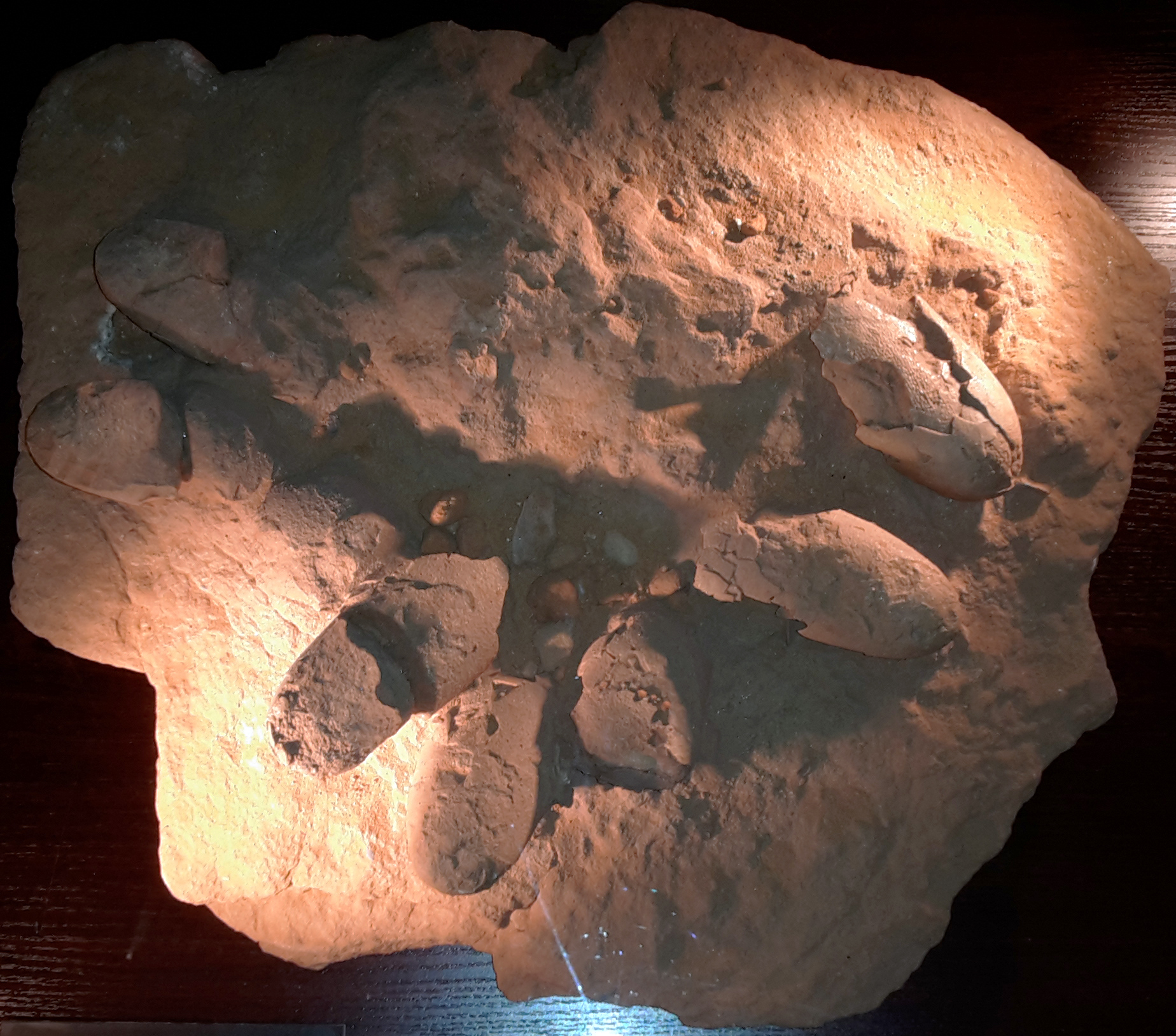
Nido con huevos, Museo de la Evolución de la Academia de Ciencias de Polonia, Varsovia.